# 青野武
青野 武（あおの たけし、1936年〈昭和11年〉6月19日 - 2012年〈平成24年〉4月9日）は、日本の俳優、声優、ナレーター。旧芸名、青野 武士。
北海道旭川市出身。青二プロダクション最終所属。

## 生涯

### 生い立ち
北海道旭川市で誕生。後日、青野家に養子に出されるが、幼少期の青野はそれを知らなかった。
小学4、5年の頃、友人の実家が経営していた映画館「冨士館」に通うようになり、映画好きとなる。
少年時代は「悪ガキ」であり、「青鬼」というあだ名が付けられていた。だが、小学6年生の時、近所のおせっかい焼きの少年から「青野はもらいっ子」と言われ、青野は「そんなバカな!」と怒りその少年を殴り倒すが、その後それが真実であることを知る。その日まで本当の「とうちゃん」「おっかあ」とばかり思っていた人が全く血の繋がりの無いと分かったことで、身体中の血が一時に逆流するようなショックを受けたといい、その日を境に性格は暗くなり、黙ってふさぎ込んでいるような少年になっていったという。
中学校進学後、孤独感や苦しみから抜け出すため、野球部に所属し熱中していた。当時は「どうせ生みの親から見放された人間なら、1人で立派に生きていけるプロ野球選手になってやろう」と思っていたという。

### キャリア初期
中学3年生の時、担任教師に「ファーストで球を受ける時の君の体の線が美しい。今度の文化祭で演劇やってみないかい?」と誘われ、初めて芝居をする。作品は菊池寛作『父帰る』で、長男・賢一郎役だった。青野は後年「野球をやっている体の線と演劇と、どう結びつくのか良くわからなかった」と語り、芝居もその時はそれで終わりだった。
その後、北海道旭川東高等学校に入学。野球部に所属し野球をしていたが、間もなく耳を患ったことで激しいスポーツを禁じられてしまう。この時、中学時代の青野の舞台を見ていた演劇部の先輩の女性が誘ったことで演劇部に入り、ヘンリック・イプセン作『幽霊』のオズワルド役で出演したところ、それが全国演劇コンクールで三位に入賞。翌年の高校2年生の時にジャン＝ポール・サルトル作『出口なし』のガルサン役を演じたところ、今度は同コンクール二位を獲得。次第に演劇にはまり込む。
高校3年生時には、自身が出演や演出などを全て行いコンクールへ出場したが、本人曰く「調子にのった」ため圏外となる。だがこの時、審査員の一人から「僕は上京して夢破れ、挫折して都落ちしたが君達の前途は洋々だ。僕達の分まで頑張ってもらいたい」という言葉をかけられたことで勇気づけられ、役者として生計を立てることと上京を決意したという。
上京を決意後、本屋の店頭で週刊誌をめくり俳優養成所の記事を読んでいたところ、記載された三つの劇団の中で「地方の人物が多くアルバイトしながら学んでいる」とあったのが舞台芸術学院だったことで「もう舞芸しかない」と思い、高校卒業後は家出同然の旅立ちで単身上京。その時は青野は一人っ子だったこともあり、親は反対していたが、このことは青雲の志を抱いて上京したという。願書を貰うため同芸術学院に行った際に芝居の稽古中の声が聞こえたといい、その素晴らしい声に「その修練を積んだ声、これがプロになる人の声か！」とショックを受けると同時に、「なにがなんでもここに入って、絶対役者になってやろう」と思っていたという。
学院では、同じ北海道出身の俳優である松山照夫に初めて声をかけられ、最初は「悪い事は言わんから、クニに帰れ」と言われたという。しかし、青野の意志を汲み取ったのか、松山は願書の手続きをはじめ色々面倒をみたといい、松山の縁から同じ北海道出身の山田吾一や宮内幸平、後の妻と知り合ったという。
同芸術学院に入学後は劇を学びながら、喫茶店の風月堂やサンドイッチマン、レストランの出前持ち、バーテン、ストリップの照明係、アルサロのボーイなど様々なアルバイトを経験していた。学院卒業の際、クラス担任の教師から「君は暗すぎる。そんなに暗くちゃこれからの役者人生、とてもやっていけないよ」と言われ暗くなったが、その教師は卒業後も青野の芝居を欠かさず観劇し、絶えず暖かく励ましてくれたといい、後に「感謝で一杯」と語っている。

### 声優として
劇団青俳の研究生を経て、劇団七曜会に所属した際に主役を務めた『欲望という名の電車』での演技が認められ、観劇していたTBSのディレクターから「一時間物の西部劇の主役の声を演ってみないか」と声が掛かり、海外ドラマ『ブロンコ』の主役であるタイ・ハーデンの吹き替えを担当した。
『ブロンコ』の放送中、劇団七曜会が解散。3、4年は作品座の所属を経て、劇団新劇場など複数の劇団を渡り歩き、腰の落ち着かない日々を送ったことでアテレコの仕事も遠のいてしまったという。その中でも、七曜会に一緒に所属していた高橋正夫との勉強会は楽しく、月に一、二度、高橋の宅で岸田國士の戯曲の読み合わせをしていた。
ある時、高橋の誘いから劇団芸協の芝居を見るようになり、しばらくして高橋から「うちの演出家が僕に言うんだ。あなたの切符でいつも一番後ろの席で、芝居を観ている青年がいる。ひとつ会わせてくれないかってね。どうだい、会ってみるかい」と言われる。その演出家が、あずさ欣平だった。青野と対面したあずさは青野の昔の舞台を見ており「君、芝居はやらないの？役者を目指して上京したのなら、役者を続けなきゃダメじゃない」、「埋もれさせておくには惜しい人材」と入団を誘ってくれたという。そして、30歳の時に劇団芸協へ入団に所属した。初舞台は久米正雄作『地蔵教由来』となる。後年にはあずさの他、劇団仲間であった雨森雅司、宮内幸平、田中和実など死去した友人の遺志を継ぎ、同劇団の主宰を務めた。
劇団芸協に入団後、吹き替えやアニメーションのディレクターもしていたあずさの縁で再び声優業を行うようになり、徐々に増えていった。以後多くのアニメ・吹き替えなどで声優として活躍した。また俳優としても、大河ドラマ『北条時宗』やNHK教育の『このまちだいすき』などの映像作品に出演した。
声優としての所属は演協プロ、河の会、江崎プロダクション、オフィス央を経て、青二プロダクションに所属していた。

### 闘病・死去
2003年7月6日、突然背中に激痛が走り病院を訪れた結果、急性大動脈解離と診断される。手術なしで済み二週間程で退院できたものの、退院時には医者から「大きな声を出さない事、過激な運動は駄目、ストレスや緊張状態は極力避けること、とにかく血圧が上がらないように。舞台？一番悪いでしょう。今度破裂したら助かりませんよ。」と告げられる。その時に青野は「先生、言葉を返すようですが、大きな声を出すなと言われても、役者をやっている以上、役によっては出さない訳には参りません。役者をやれないのだったら生きてる甲斐がありません！」と反論したものの、退院後の舞台は出番の多い役を避け演出面での活動が中心となる。一方、声優業は大丈夫だったため、以前同様に継続して行っていた。
2010年5月15日、解離性大動脈瘤の手術を受ける。その後一旦退院するが、同年6月26日に脳梗塞が判明して入院。療養で復帰の目処が立たないことから、当時演じていた全ての持ち役を降板した（後述）。2年近い闘病生活の末、2012年4月9日午後4時38分、解離性胸部大動脈瘤術後多発性脳梗塞のため、東京都八王子市の病院で死去。満75歳没。
2013年、第7回声優アワード「特別功労賞」を受賞。

## 人物
育ての父は建具指物師だったが、飲んだくれで母を泣かせていた。家計は苦しく、その日その日を暮らしていくのが精一杯だったという。
妻は女優の板橋真砂子。夫婦そろっての映画ファンであった。女優の板橋七生は妻の妹。娘がいる。
特技はジョギング。30代から60代まで約20年間していた。ある時、喫煙の影響で体力が落ち辛くてしかたなかったところ、妻から「もう年なんだから歩けばいいじゃない」と言われたことで、以降はウォーキングに切り換えていた。ただし、体力作りのため、仕事がない時は朝に、8キロから10キロほど歩いたという。
趣味は野球、競艇。
座右の銘は、ウィリアム・スミス・クラークの「少年よ、大志を抱け」。幼い頃からこの言葉をことあるごとに聞いて育ったといい、若手時代に挫折して夢を断念しそうになった時は、この言葉を聞いて頑張っていたという。

### 特色・役柄
声種はバリトン。
悪役や落ち着いた老人役をはじめ、ひねった役、異常者の役、ハイテンションな役などを演じることが多かった。本人も「悪役や様々な感情を演じられる役は演じていて面白い」とも発言している。
20代の頃は、一作の中で5 - 6もの端役を兼役で演じていたという。当時は声の使い分けを意識し「あ、こいつ、こういうふうなこともできるのか」と思われるように工夫していたといい、そのうちに「こいつ、フケも結構やるな」と評価されたことでそういう役も演じるようになったといい、30半ばくらいで『ドラゴンボール』のピッコロ大魔王役を務めたことを機に、異常な役も演じるようになった。
アニメ出演に関して、初期は『宇宙戦艦ヤマト』の真田志郎のようなリアルな演技の役が多かったが、『ドラゴンボール』のピッコロ大魔王役、『キテレツ大百科』の熊八役など、次第に演技のデフォルメが強い役も増えていった。青野は元々、吹き替えでは狂気を帯びたり型破りな役の声を当てることがあり好きだったため、演技の起伏が激しい役は最高で楽しくてしょうがなかったという。

## エピソード
若い頃は酒癖が非常に悪く、飲みに行った際に酔っ払って他の客とケンカになったが、同行していた富山敬が朝まで介抱してくれたことがあった。1995年にその富山から『ちびまる子ちゃん』のさくら友蔵役を引き継いだ際は、「役が決まった際は複雑な心境だったが、富山敬の名を汚さないように頑張ろうと思った」と語っている。
劇団仲間だった肝付兼太と組んで、スナックでバーテンとして働いていたこともある。肝付とはウマが合い、2人でアドリブを連発し、「漫才バーテン」と呼ばれて評判となっていたといい、当時は巧みなシェーカー振りが客に受けたという。
競艇をテーマにした出演作である『モンキーターン』のDVD6巻に収録されたオーディオコメンタリーでは、同じく競艇ファンであった麦人とともに、競艇場の試乗体験でペアボートに試乗したことがあるという体験談や、最初に名前を覚えた選手から彦坂郁雄が解雇されたエピソードなど競艇のオールドファンならではの話などをしていた。

### 出演作に関して
声優デビュー作となった海外ドラマ『ブロンコ』の吹き替えは苦労し、終わるたびに己の力のなさを痛感していたという。当時は北海道訛りが酷く友人たちにも酷評されたが、ディレクターだけは「青ちゃん気にするな。西部劇ってのはね、『アメリカの東北』なんだよ。向こうの役者だって訛りがひどいよ、土の臭いが出ていればいいの」と励ましたという。ある日の収録後、帰り支度をしていた際に共演していた先輩から「青野君一寸！」と呼ばれアドバイスを受けた際は、吹き替えを始めたばかりの駆け出しで右も左もわからず心細かった時期だったことから、帰り道で涙が止まらないほど、たまらなく嬉しかったという。これらの経験から、『ブロンコ』を一番思い出のある作品としており、前述のディレクターも大恩人と語っていた。1979年には「もし『ブロンコ』がなかったら、今の青野はいなかったかもしれない」としている。
『ウルトラマン』のザラブ星人のアテレコでは、キャラクターの特徴をつかむために着ぐるみの中に入って実際に演技していた。また後年のウルトラシリーズでも死去するまでザラブ星人の声を担当。
『宇宙戦艦ヤマト』では真田志郎役を演じていたが、オーディションでは当初は別の役で受けていた。だが、終えて帰ろうとしていた時にプロデューサーの西崎義展から「ちょっと君、こっちの役も演ってみなさい」と言われたのが真田役であり、真田役に決まったという。後年、『宇宙戦艦ヤマト 復活篇』でも真田役を演じることとなった際は、自らが演出をすることになった西崎から「青野さん久しぶりです。あれから大分経っているので、ちょっと声を聞かせてくれませんか」と声が掛かり、初収録から30年以上経っていたため「正直一寸ビビった」という。だが、セリフを読み終えたところ「ヤー青野さん、全然声が変わってないじゃないですか、驚いたな」と西崎の声がスタジオに響き、その一言は役者として少し誇らしく、そして嬉しくもあったという。
『ドラゴンボール』のピッコロ大魔王役を演じた際は、悪になるところでは怪演を披露し、ディレクターの小松亘弘から「やっぱり、ああいうのは青野だ」と言われたという。また、その時に「ガアッ」と演じていたことから、周囲には「ウワッ」と顔を背けられてしまったりしていたという。ピッコロ大魔王が自分の分身であるピッコロを産み出す場面では「産みの苦しみだ」と力を入れすぎたため、胃を悪くしてしまったという。
独創的なアドリブを入れることが多いが、『勇者王ガオガイガーFINAL』のギムレット役は、監督が「青野さんならこんな言い回しをするだろう」と考え、元からセリフにアドリブを組み込まれた趣向であったため、イントネーションを工夫することでしか対抗できなかったことを明かしている。
前述のとおり、『ちびまる子ちゃん』では、富山からさくら友蔵役を引き継いだが、その理由は富山が死去してしまったため、青野に御鉢が回っていきたという。さくら友蔵役を引き継いだ当初は富山が作っていたものを「壊しちゃいけない」と思い、ずいぶん気を使っていた。ただし、『ちびまる子ちゃん』のディレクターの本田保則がいい人物で「いいから、思うようにやって」というふうに言われた。周囲の『ちびまる子ちゃん』のレギュラーの出演者たちも「いやあ、誰になるか心配したけれども、青野さんならいいわ」とそういうふうに言われたため、うまく溶け込んだという。しかし、ほかの声優が演じていた役については既に完成していることから演じづらかったという。
富山からさくら友蔵役を引き継いだこともあり、「そのアンサンブルを壊しちゃいけない」と思いもあった。また主人公・まる子役のTARAKOと共演していても、本田も「うん、まあ、いいんじゃない。そのくらいで」と言ってもらえるようになったという。
『ONE PIECE』ではテレビシリーズでミホーク役などで出演しており、同作の劇場版では第10作まで毎回異なる役柄で出演していた。原作のリメイク作品では、ラッスーやイッシー20のひとりといった、テレビシリーズで声優が決められていなかった人物の声を担当した。
吹き替えでの持ち役はマイケル・ペイリンを始めクリストファー・ロイド、ジョー・ペシ、ダニー・デヴィート、ラム・チェンインなどがある。穂積隆信や樋浦勉とは同一作品の別音源で同じ役を演じる機会が多かった。
今まで演じていた中で一番好きだった役には『刑事トマ』のトマ（トニー・ムサンテ）の吹き替えを挙げている。同作以前に『ある戦慄』でのムサンテの異常性格的な演技に魅せられていたため、『刑事トマ』のオーディションの時、ムサンテが主演と知って驚き、その後自分がムサンテの吹き替えと決まって再度驚き、同時に嬉しかったという。トマは劇中で変装するため役柄がバラエティーに富み、吹き替える声にも変化を加えたことから面白かったという。
井伏鱒二作の舞台『へんろう宿』には何度か出演。最初に出演した高橋正夫が故郷へ帰郷したため、出演したという。同作で登場する子供もおばァさんも生みの親を知らない設定であり、似た家庭環境であることから、青野は『へんろう宿』に愛着を感じていたという。

## 出演
太字はメインキャラクター。

### テレビアニメ
1964年
- ビッグX

1965年
- スーパージェッター（宇宙人X）

1967年
- リボンの騎士

1968年
- 怪物くん
- 巨人の星
- サイボーグ009（1968年版）（シースネイク号乗組員）
- サスケ（流千四郎）
- 佐武と市捕物控（庄之助、三次）
- ファイトだ!!ピュー太
- 夕やけ番長

1969年
- 男一匹ガキ大将
- 海底少年マリン（ゴードン）

1970年
- あしたのジョー
- ばくはつ五郎（工藤）

1971年
- アニメンタリー 決断
- ふしぎなメルモ（神様A）

1972年
- アニメドキュメントミュンヘンへの道
- ルパン三世（第1作）

1973年
- 科学忍者隊ガッチャマン（正木、隊長、マーチン・ギルマン）
- 空手バカ一代（1973年 - 1974年、黒木 他）
- 侍ジャイアンツ
- ジャングル黒べえ
- デビルマン（ファイゼル）

1974年
- 宇宙戦艦ヤマト（1974年 - 1975年、真田志郎、森の父 他）
- 柔道讃歌（荒尾部長〈2代目〉、相撲部員 他）
- 破裏拳ポリマー（車錠）

1975年
- アラビアンナイト シンドバットの冒険（青の大魔王）
- 元祖天才バカボン（1975年 - 1977年）
- 少年徳川家康（織田信長）
- はじめ人間ギャートルズ

1978年
- 家なき子（ジェローム）
- 宇宙戦艦ヤマト2（1978年 - 1979年、真田志郎）
- 宇宙魔神ダイケンゴー（ロボレオン）
- 女王陛下のプティアンジェ（ロジャー、チャールズ）
- 新・巨人の星（杉下茂）
- ヤッターマン（ヨンキョ）

1979年
- 宇宙戦艦ヤマト 新たなる旅立ち（真田志郎）
- SF西遊記スタージンガー（フレビス）
- 円卓の騎士物語 燃えろアーサー（ヘステング）
- 銀河鉄道999（1979年 - 1980年、エドモンド、コア、司令官）
- ザ☆ウルトラマン（男A）
- シートン動物記 りすのバナー（アカーチョ）
- 星の王子さま プチ・プランス（ランド）
- 未来ロボ ダルタニアス（弾児の父）
- 無敵鋼人ダイターン3（松）
- ルパン三世（第2作）（1979年 - 1980年）

1980年
- 宇宙戦士バルディオス（1980年 - 1981年、ゼオ・ガットラー）
- 宇宙戦艦ヤマトIII（1980年 - 1981年、真田志郎）
- 怪物くん（1980年版）（ピーコック）
- ニルスのふしぎな旅（ラッシュ）

1981年
- うる星やつら（1981年 - 1984年、パソコン、スーパーデリシャス遊星ゴールデンスペシャルリザーブゴージャスアフターケアーキッド28号）
- 荒野の呼び声 吠えろバック（マニエル / ギャル）
- 最強ロボ ダイオージャ（マクド）
- 太陽の使者 鉄人28号（オーギャン警部）
- ダッシュ勝平（五光キャプテン、飛鳥）
- 釣りキチ三平（嵐慶）
- 鉄腕アトム (アニメ第2作)（ケチャップ、天の川博士）
- 六神合体ゴッドマーズ（1981年 - 1982年、明神博士）

1982年
- 科学救助隊テクノボイジャー（グラン・ハンセン）
- 逆転イッパツマン（ナカシマ営業部員）
- ゲームセンターあらし（半蔵）
- 少年宮本武蔵 わんぱく二刀流（別所内蔵助）
- 太陽の子エステバン（サンチョ）
- パタリロ!（衛兵隊長）

1983年
- 愛してナイト（八重子の父）
- 銀河疾風サスライガー（ビル、ビンセント・ショウ）
- さすがの猿飛（監督）
- ストップ!! ひばりくん!（呉井寺親分、黒田刑事）
- スペースコブラ
- 特装機兵ドルバック（ロバート）
- どくとるマンボウ&怪盗ジバコ 宇宙より愛をこめて（リー警部）
- まんが日本史（斯波義将、足利義政、織田信長）
- 未来警察ウラシマン（ルガーのメイスン）

1984年
- Gu-Guガンモ（伊代木ゼミナールの教師）
- 宗谷物語（艦長、船医）
- 夢戦士ウイングマン（1984年 - 1985年、校長）
- らんぽう
- ルパン三世 PARTIII（1984年 - 1985年）

1985年
- ゲゲゲの鬼太郎（第3作）（1985年 - 1988年、猫仙人、ウニ介、貧乏神、ぬらりひょん、ふくろさげ、ガマ仙人、井戸仙人、おじいさん）
- 忍者戦士飛影（ハザード・パシャ）

1986年
- ウルトラマンキッズのことわざ物語（グローサー先生）
- 銀牙 -流れ星 銀-（紅桜）
- 銀河探査2100年 ボーダープラネット（スカラペ）
- ドラゴンボール（1986年 - 1989年、ムラサキ曹長、銀角、ピッコロ大魔王、神様 / シェン）
- ハイスクール!奇面組（1986年 - 1987年、善院清烈）
- 北斗の拳（1986年 - 1988年、リハク） - 2シリーズ
- ボスコアドベンチャー（レオン）

1987年
- 赤い光弾ジリオン（ケリー）
- 新メイプルタウン物語 パームタウン編（ヘークスピア）
- ついでにとんちんかん（1987年 - 1988年、毒鬼警部）
- ビックリマン（1987年 - 1989年、スーパーデビル）

1988年
- 美味しんぼ（快楽亭ブラック〈ヘンリー・ジェームス・ブラック〉）
- キテレツ大百科（1988年 - 1996年、熊田熊八、モーレツ斎、熊一郎 他）
- 新グリム名作劇場（1988年 - 1989年、悪魔）
- ハロー!レディリン（レイノルズ）

1989年
- ジャングル大帝（ラウロ）
- 戦え!超ロボット生命体 トランスフォーマーV（デスザラス）
- チンプイ（デブラ・ムー）
- ドラゴンボールZ（1989年 - 1992年、神様）
- 新ビックリマン（1989年 - 1990年、スーパーデビル）
- 魔法使いサリー（金造）
- らんま1/2 熱闘編（キンニー、キング）

1990年
- かりあげクン（田辺駅員、部長、専務）
- NG騎士ラムネ&40（Dr.ホワット）
- それいけ!アンパンマン（1990年 - 2010年、トンガラシ〈初代〉、はなびまん〈初代〉、タイコマン〈代役〉、ほらがい男爵、ドーナツマン〈2代目〉）
- 楽しいムーミン一家（1990年 - 1992年、バッド、隊長） - 2シリーズ
- ドラゴンクエスト（ルドルフ）
- 三つ目がとおる（ゴブリン）
- もーれつア太郎（第2作）（召使い）

1991年
- ウルトラマンキッズ 母をたずねて3000万光年（1990年 - 1991年、グローサー先生）
- おれは直角（石垣子太夫）
- 緊急発進セイバーキッズ（Dr.ログ）
- シティーハンター'91（通り魔）
- ドラゴンクエスト ダイの大冒険（第1作）（1991年 - 1992年、まぞっほ、ハドラー / 謎の声）
- まじかる☆タルるートくん（浪速松五郎）
- 笑ゥせぇるすまん（内名木洋介、一八の上司）

1992年
- お〜い!竜馬（坂本八平）
- クレヨンしんちゃん（ブラックメケメケX、ブラックメケメケY、ブラックメケメケZ〈初代〉、ギルギロス大統領、川山、ナレーション、ブリブリ族の長老〈初代〉、アクションストアの店員 他）
- スーパーヅガン（オザワ竹書坊、ナレーション）
- 超電動ロボ 鉄人28号FX（フランケン博士、トランシルバニア伯爵）
- 姫ちゃんのリボン（くも助）
- ファンタジーアドベンチャー 長靴をはいた猫の冒険（ドラキュラ）
- 炎の闘球児 ドッジ弾平（御堂晩翠）

1993年
- 剣勇伝説YAIBA（芭蕉）
- GS美神（1993年 - 1994年、見鬼くん）
- ツヨシしっかりしなさい（1993年 - 1994年、内山京太郎、留造）
- バトルスピリッツ 龍虎の拳（藤堂竜白）

1994年
- 機動武闘伝Gガンダム（バードマン）
- サムライスピリッツ〜破天降魔の章〜（服部半蔵）
- 覇王大系リューナイト（満月）

1995年
- アニメ世界の童話（リシュリュー）
- 空想科学世界ガリバーボーイ（パパトスカーニ、魔神）
- ご近所物語（陶浪法司、ホテル主人）
- ちびまる子ちゃん（1995年 - 2010年、おじいちゃん〈さくら友蔵〉〈2代目〉）
- 天地無用!（柾木勝仁、柾木信幸）
- ヤンボウ ニンボウ トンボウ（仙人）

1996年
- 快傑ゾロ（ティモテーオ）
- ゲゲゲの鬼太郎（第4作）（1996年 - 1998年、人食い島、寿太郎、執事、化け猫、三高松蔵、長嶋晴之助、釜なり、博士）
- 地獄先生ぬ〜べ〜（影愚痴、ヤマオロシ）
- 逮捕しちゃうぞ（1996年 - 2007年、中嶋大丸） - 3シリーズ
- 超者ライディーン（ヒドラ）
- 忍たま乱太郎（1996年 - 2000年、水田奇白斎、泣く男）
- 名探偵コナン（1996年 - 2001年、笹井宣一、美濃宗之）

1997年
- 金田一少年の事件簿（1997年 - 2000年、岩田英作、田代富士夫、山之内恒聖）※山之内恒聖は「伊集院源一郎」名義
- 手塚治虫の旧約聖書物語（ベルシャツァル）
- 新・天地無用!（柾木勝仁、柾木信幸）
- HAUNTEDじゃんくしょん（理事長）

1998年
- 異次元の世界エルハザード（アルージャ）
- 時空転抄ナスカ（三浦雪之丞）
- 星方武侠アウトロースター（グエン・カーン、スワンゾ）
- センチメンタルジャーニー（ナレーション）
- トライガン（スタン）
- Bビーダマン爆外伝（ワライオン）
- MASTERキートン（陳伯修）
- 遊☆戯☆王（武藤双六）

1999年
- カウボーイビバップ（ドゥーハン）
- THE ビッグオー（ダンディ・ワイズ）
- 週刊ストーリーランド（1999年 - 2000年、おじいさん、長助、ナレーション）
- ドクタースランプ（アンコロモチ）

2000年
- キョロちゃん（キョロ爺さん）
- 勝負師伝説 哲也（2000年 - 2001年、ナレーション）
- マシュランボー（ラナンキュラス）
- ONE PIECE（ジュラキュール・ミホーク〈初代〉、ウープ・スラップ）

2001年
- 犬夜叉（灰刃坊）
- シャーマンキング（麻倉葉明）
- ナジカ電撃作戦（中古メーカーのオヤジ）
- 破邪巨星Gダンガイオー（与那嶺軍司）
- バンパイヤン・キッズ（死神裁判官）

2002年
- アベノ橋魔法☆商店街（雅ジイ）
- ギャラクシーエンジェル（第2期）（原人、殿）
- 天地無用! GXP（柾木勝仁）
- NARUTO -ナルト-（タズナ）
- ぱにょぱにょデ・ジ・キャラット（サンタクロース）

2003年
- アストロボーイ・鉄腕アトム（ミニミニ）
- 京極夏彦 巷説百物語（治平）
- 銀河鉄道物語（ホイットマン）
- 時空冒険記ゼントリックス（サイコ）
- 釣りバカ日誌（甘粕賢三郎）
- D・N・ANGEL（丹羽大樹）
- FIRESTORM（チャック・モーガン）
- フルメタル・パニック? ふもっふ（大貫善治）
- ボボボーボ・ボーボボ（2003年 - 2005年、ソーメン老師、マグロ師匠）
- わがまま☆フェアリー ミルモでポン! ごおるでん（浅賀）

2004年
- アガサ・クリスティーの名探偵ポワロとマープル（クランシイ）
- おじゃる丸（メンマ大王）
- GIRLSブラボー first season（魚源）
- ゾイドフューザーズ（ピアーズ博士）
- ブラック・ジャック（戸隠先生、丑五郎）
- 遊☆戯☆王デュエルモンスターズGX（ツバイン・シュタイン）
- 焼きたて!!ジャぱん（三木のり平）
- モンキーターンV（洞口武雄）
- MONSTER（ハイトマイヤー）
- ルパン三世 盗まれたルパン 〜コピーキャットは真夏の蝶〜（マーフィー）

2005年
- IGPX（イチ）
- 格闘美神 武龍（2005年 - 2006年、毛混） - 2シリーズ
- ギャラリーフェイク（下田辰平）
- 交響詩篇エウレカセブン（アクセル・サーストン）
- 甲虫王者ムシキング 森の民の伝説（ジジ）
- 戦国英雄伝説 新釈 眞田十勇士 The Animation（本多中務大輔忠勝）
- バジリスク 〜甲賀忍法帖〜（小豆蝋斉）
- ハチミツとクローバー（棟梁）

2006年
- 銀魂（2006年 - 2011年、平賀源外〈初代〉） - 2シリーズ
- 涼宮ハルヒの憂鬱（管理人）
- ゼロの使い魔（2006年 - 2008年、オールド・オスマン） - 3シリーズ
- D.Gray-man（ブックマン）
- パンプキン・シザーズ（爺）
- 蟲師（ウロ守）
- ロックマンエグゼBEAST（光正）

2007年
- エル・カザド（ロペス）
- きらりん☆レボリューション（日渡家執事）
- CLANNAD-クラナド-（2007年 - 2008年、幸村俊夫） - 2シリーズ
- ゲゲゲの鬼太郎（第5作）（2007年 - 2008年、ぬらりひょん）
- 祝!(ハピ☆ラキ)ビックリマン（ウサギ〈スーパーデビル〉）
- モノノ怪 「鵺」（大澤廬房）

2008年
- 夏目友人帳（露神）
- ねぎぼうずのあさたろう（吉兵衛、山椒の六右衛門）
- 秘密 〜The Revelation〜（シュベルツ教授）
- 魔法遣いに大切なこと 〜夏のソラ〜（佐藤恒良）
- ワールド・デストラクション 〜世界撲滅の六人〜（ゾウ師）

2009年
- 怪談レストラン（2009年 - 2010年、死神長老、住職）
- 川の光（爺さんネズミ）
- ゴルゴ13（キッカース）
- 東京マグニチュード8.0（古市匡司）
- ドラゴンボール改（2009年 - 2010年、神様〈初代〉）
- P☆STAR（トメジイ）

2010年
- NHKハイビジョン特集「鬼太郎 幸せ探しの旅〜100年後の遠野物語〜」（目玉おやじ）
- マリー&ガリーver.2.0（2010年 - 2011年、ダヴィンチ）

### 劇場アニメ
1977年
- 宇宙戦艦ヤマト（真田志郎）

1978年
- さらば宇宙戦艦ヤマト 愛の戦士たち（真田志郎）

1979年
- がんばれ!!タブチくん!!（ヤスダ）

1980年
- 家なき子（ジェローム・バルブラン）
- がんばれ!! タブチくん!! 第2弾 激闘ペナントレース（ヤスダ）
- がんばれ!! タブチくん!! 初笑い第3弾 あゝツッパリ人生（ヤスダ）
- ヤマトよ永遠に（真田志郎）

1981年
- グリックの冒険（ガンバ）※クレジットは「青野たけし」。

1982年
- テクノポリス21C（クライム）
- FUTURE WAR 198X年
- 六神合体ゴッドマーズ（明神博士）
- わが青春のアルカディア（ムリグソン）

1983年
- 宇宙戦艦ヤマト 完結編（真田志郎）
- ゴルゴ13（パブロ）
- ナイン（倉橋永二の父）
- はだしのゲン（英造）
- プロ野球を10倍楽しく見る方法（カネダ、タシロ）

1984年
- ウルトラマンキッズ M7.8星のゆかいな仲間（グローサー先生）
- SF新世紀レンズマン（ソーンダイク）
- パパママバイバイ（パパ）
- プロ野球を10倍楽しく見る方法 PART2（ナカハタ、ヤスダ）

1985年
- カムイの剣（三平）
- 銀河鉄道の夜（無線技師）
- キン肉マン 逆襲!宇宙かくれ超人（ハイドラキング）
- ゲゲゲの鬼太郎（ぬらりひょん）
- ペンギンズ・メモリー 幸福物語（マネージャー）

1986年
- ゲゲゲの鬼太郎 最強妖怪軍団!日本上陸!!（井戸仙人）
- ゲゲゲの鬼太郎 激突!!異次元妖怪の大反乱（妖怪皇帝）
- 北斗の拳（フォックス）
- 時空の旅人（北勉〈ホクベン〉）
- はだしのゲン2（先生）

1987年
- グリム童話 金の鳥（白バラ王）
- 宝島（ビリー・ボーンズ）
- 妖獣都市（Mr.影）

1988年
- 魁!!男塾（ビック・モーガン）
- ビックリマン 無縁ゾーンの秘宝（スーパーデビル）

1989年
- ウルトラマンUSA（クーパー将軍）
- ドラゴンボールZ（神様）

1990年
- クロがいた夏（校長、ナレーター）
- チンプイ エリさま活動大写真（デブラムー）

1991年
- ドラゴンクエスト ダイの大冒険（ハドラー）
- 老人Z（老人C）

1992年
- 三国志 第一部・英雄たちの夜明け（関羽雲長）
- ドラゴンクエスト ダイの大冒険 起ちあがれ!!アバンの使徒（ハドラー）
- ドラゴンクエスト ダイの大冒険 ぶちやぶれ!!新生6大将軍（ハドラー）
- 走れメロス（カリッパス）
- まじかる☆タルるートくん すき・すき♡タコ焼きっ!（浪速松五郎）

1993年
- かいけつゾロリ（まほう使い）
- Coo 遠い海から来たクー（ルースラン艦長）
- クレヨンしんちゃん アクション仮面VSハイグレ魔王（ゾンビリビー）
- 三国志 第二部・長江燃ゆ!（関羽雲長）
- 獣兵衛忍風帖（濁庵）
- 幽☆遊☆白書（牙瑠餓、椰嗄）

1994年
- 三国志 完結編・遥かなる大地（関羽雲長）
- GS美神 極楽大作戦!!（明智光秀、見鬼くん）
- Dr.スランプ アラレちゃん ほよよ!!助けたサメに連れられて…（浦島太郎）

1996年
- ご近所物語（胸浪法司）
- 劇場版 天地無用! in LOVE（柾木勝仁、柾木信幸）
- 菜の花（長老）

1997年
- 瓜っこ姫とアマンジャク（おじいさん）
- 劇場版 天地無用! 真夏のイヴ（柾木勝仁、柾木信幸）

1999年
- 劇場版 天地無用! in LOVE2 遙かなる想い（柾木勝仁、柾木信幸）

2000年
- ONE PIECE（岩蔵）

2001年
- 源吉じいさんと子ぎつね
- ヴァンパイアハンター D（左手、ポルク）
- ドラえもん のび太と翼の勇者たち（美容師）
- メトロポリス（ポンコッツ博士）
- ONE PIECE ねじまき島の冒険（スカンクワン）

2002年
- ONE PIECE 珍獣島のチョッパー王国（ハゲオウム）

2003年
- 明日をつくった男 田辺朔郎と琵琶湖疏水
- ONE PIECE THE MOVIE デッドエンドの冒険（酒場店主）
- 黄金の法 エル・カンターレの歴史観（デメス）

2004年
- ONE PIECE 呪われた聖剣（ブーコング）

2005年
- 映画 ふたりはプリキュア Max Heart 2 雪空のともだち（老師）
- 劇場版ポケットモンスター アドバンスジェネレーション ミュウと波導の勇者 ルカリオ（バンクス）
- ブラック・ジャック ふたりの黒い医者（ハカセ）
- ONE PIECE THE MOVIE オマツリ男爵と秘密の島（ケロジイ）

2006年
- ONE PIECE THE MOVIE カラクリ城のメカ巨兵（権造）

2007年
- ONE PIECE エピソードオブアラバスタ 砂漠の王女と海賊たち（ラッスー）

2008年
- 劇場版 ゲゲゲの鬼太郎 日本爆裂!!（ぬらりひょん）
- 真救世主伝説 北斗の拳ZERO ケンシロウ伝（フウゲン）
- ONE PIECE THE MOVIE エピソードオブチョッパー+冬に咲く、奇跡の桜（イッシー1）

2009年
- 宇宙戦艦ヤマト 復活篇（真田志郎）
- 交響詩篇エウレカセブン ポケットが虹でいっぱい（校長先生）
- ONE PIECE FILM STRONG WORLD（海賊）

2010年
- REDLINE（もぐらオヤジ）

### OVA
1986年
- 県立地球防衛軍（スコープ鶴崎）
- デルパワーX 爆発みらくる元気!!（フォン・ゲッツェル）

1987年
- 破邪大星ダンガイオー（ターサン博士）

1988年
- 遠山桜宇宙帖 奴の名はゴールド（執政官A）
- バイオレンスジャック 地獄街（マッドザウルス）
- 魔界都市〈新宿〉（情報屋婆）

1989年
- 雨降り小僧（父親）
- 銀河英雄伝説（ムライ）
- ヤンキー烈風隊（北原三津男）

1990年
- 傷だらけの天使たち
- 気ままにアイドル
- 電脳都市OEDO808（デイブ・クロカワ）
- THE八犬伝（犬塚番作）
- しあわせのかたち（担任、総司令官）
- 新カラテ地獄変（ジャコブ）
- ソル・ビアンカ（バトロス皇帝）
- CBキャラ 永井豪ワールド（1990年 - 1991年、ジンメン、奥さん、ジンメン子）
- デビルマン 妖鳥死麗濡編（ジンメン）
- ビックリマン ロココ＆マリア奇跡（スーパーデビル）
- 変幻退魔夜行 カルラ舞う! 仙台小芥子怨歌（黒子刑事）

1991年
- おれ、夕子（夕子の父）
- 究極超人あ〜る（成原成行博士）
- 3×3 EYES（周）
- 山に輝くガイド犬平治号（荏隈）
- ロードス島戦記（バグナード）

1992年
- うしおととら（蒼月紫暮）
- ジャイアントロボ THE ANIMATION -地球が静止する日（1993年 - 1998年、一清道人）
- 天地無用! 魎皇鬼（柾木勝仁、柾木信幸）

1993年
- 仮面ライダーSD（ジャーク将軍）
- ジョジョの奇妙な冒険（ヴァニラ・アイス）
- ドラゴンハーフ（ルース）
- フォーチュン・クエスト 世にも幸せな冒険者たち（魔導師）
- らんま1/2 天道家 すくらんぶるクリスマス（キング）

1994年
- GATCHAMAN（ドナルドソン）
- 新・キューティーハニー（兜博士）
- らんま1/2 SPECIAL よみがえる記憶（真之介の祖父）

1995年
- 学校の幽霊（用務員）
- 鉄腕GinRei Episode.23 禁断の果実を奪還せよ 極楽大作戦!!（一清道人）
- BAD BOYS 3 BEST FRIENDS（宮崎）
- ブラック・ジャック（アンドレ）

1996年
- お嬢様捜査網（大地警部補）
- 覚悟のススメ（永吉）
- 今日から俺は!!（赤坂）
- 新・破裏拳ポリマー（車錠）
- スレイヤーズすぺしゃる（ディオル）
- タトゥーン★マスター（藤松の祖父）
- 鉄腕バーディー（山崎）
- ファイアーエムブレム 紋章の謎（ガーネフ）

1997年
- でたとこプリンセス（爺）
- バトルアスリーテス大運動会（ジェラード・バクストン）

1998年
- 魔界転生（関口柔心）

2000年
- からくりの君（死なずの忍び頭）
- 銀河英雄伝説外伝 螺旋迷宮（ムライ）
- 勇者王ガオガイガーFINAL（ギムレット）

2002年
- ルパン三世 生きていた魔術師（謎の老人）

2003年
- 機動新撰組 萌えよ剣（山崎茂平）
- モエかん THE ANIMATION（井上先生）

2005年
- ストリートファイターALPHAジェネレーション（老師）

2008年
- METAL GEAR SOLID 2 BANDE DESSINEE（ロイ・キャンベル）

2010年
- テイルズ オブ シンフォニア THE ANIMATION テセアラ編（ロディル）

### Webアニメ
- ブラック・ジャック（2001年、本間丈太郎）

### ゲーム
2013年以降の出演作品は生前の音声を引用したライブラリ出演。
1985年
- 宇宙戦艦ヤマト（真田志郎）※LDゲーム版

1989年
- 天外魔境 ZIRIA（ホテイ丸、水戸黄門）

1990年
- ゴールデンアックス（ギリウス・サンダーヘッド）※PCエンジン版

1991年
- ファイナルゾーンII（アレフ・ロイマン博士）
- ラングリッサー（エグベルト）

1992年
- 宇宙戦艦ヤマト（真田志郎）※PCエンジン版
- DE・JA
- 天外魔境II 卍MARU（ホテイ丸、タイクーン）
- TRAVELエプル（闇ペンギン）
- らんま1/2 打倒、元祖無差別格闘流!（博打王キング）

1993年
- イースIV The Dawn of Ys（レオ）
- 天外魔境 風雲カブキ伝（ジョーンズ博士）

1994年
- アローン・イン・ザ・ダーク（エルメス・トライスメジスト）
- エメラルドドラゴン（白龍）※PCエンジン版
- GS美神（見鬼くん）※PCエンジン版
- ドラゴンボールZ 偉大なる孫悟空伝説（ピッコロ大魔王）
- ぷよぷよCD（すけとうだら）
- ラングリッサーII（エグベルト）
- ロードス島戦記II（ジャン）

1995年
- ロゴスパニック ごあいさつ
- ちびまる子ちゃんの対戦ぱずるだま（おじいちゃん）
- ちびまる子ちゃん まる子絵日記ワールド（さくら友蔵）
- ドラえもん 友情伝説ザ・ドラえもんズ（先生）
- バトルタイクーン（ガストン）
- 北斗の拳（リハク）
- リンダキューブ（ヤタロウ・エモリ）

1996年
- サターンボンバーマン（Dr.アイン）
- デッド オア アライブ（ゲン・フー）
- 闘神伝3（トウジン）
- トバルNo.1（オライムス）
- ドラゴンボールZ 偉大なるドラゴンボール伝説（神様）
- ファーランドストーリーFX（ドガティ）
- テーマパーク(テーマパークアドバイザー)
- ぷよぷよCD通（すけとうだら、サムライモール）
- ロックマン8 メタルヒーローズ（アルバート・W・ワイリー）

1997年
- 恐怖新聞（ポルターガイスト）
- クーロンズゲート（陰陽師）
- この世の果てで恋を唄う少女YU-NO（北条篤）
- タクティカル・ファイター（榊光次郎）
- デア ラングリッサー（エグベルト）
- DESIRE（Drゲーツ）
- BS探偵倶楽部 雪に消えた過去（今田医師、佐久間署長）
- フェーダ2 ホワイト=サージ・ザ・プラトゥーン（デバイス、クリフォード、ロスフェルド）
- 雷弩機兵ガイブレイブ（ケモー博士）
- ラングリッサーIV（カコンシス王）
- ラングリッサーI&II（エグベルト）
- リンダキューブアゲイン（ヤタロウ・エモリ）
- ロックマン バトル&チェイス（Dr.ワイリー）
- ロックマンX4

1998年
- 白き魔女 -もうひとつの英雄伝説-（デュルゼル）
- スーパーアドベンチャーロックマン（ドクターワイリー）
- 戦国美少女絵巻 空を斬る!!（百地丹波）
- 超魔神英雄伝ワタル ANOTHER STEP（ワルモンダー）
- チョロQジェット レインボーウイングス（Silverna、Dr.Zolterze）
- デッド オア アライブ++（ゲン・フー）
- 天仙娘々〜劇場版〜（大仙人）
- ドラゴンフォースII -神去りし大地に-（カンスケ）
- ブラックマトリクス（ヨハネ）※セガサターン版
- みつめてナイト（キリング・ミーヒルビス）
- METAL GEAR SOLID（ロイ・キャンベル）
- 雷弩機兵ガイブレイブII（ケモー博士）
- ラングリッサーV 〜The End of Legend〜（カコンシス王）
- ラングリッサー 〜Dramatic Edition〜（エグベルト）

1999年
- 宇宙戦艦ヤマト 遥かなる星イスカンダル（真田志郎）※PlayStation版
- エレメンタルアーツ
- スーパーロボット大戦コンプリートボックス（ルオゾール・ゾラン・ロイエル、シュテドニアス兵）
- デッド オア アライブ2（ゲン・フー）
- Heart of Darkness（アミーゴ族の村長）
- パワーストーン（クラーケン、ワンタンの師匠、ダルズ族の族長）
- ブラックマトリクス AD（ヨハネ）※ドリームキャスト版

2000年
- 裏技麻雀〜これって天和ってやつかい〜（勘さん）
- CARRIER（ウィリアム・ノーブル）
- さらば宇宙戦艦ヤマト 愛の戦士たち（真田志郎）※PlayStation版
- タツノコファイト（アストラルカメレオン、タイフーンホラマー）
- テイルズ オブ エターニア（ガレノス、マクスウェル）
- ブラックマトリクス+（ヨハネ）※PlayStation版
- ブラッディロア（2000年 - 2004年、鋼龍） - 3作品
- 冒険時代活劇ゴエモン（和尚、怒愚人）

2001年
- 火焔聖母 〜The Virgin on Megiddo〜（賀神岩雄）
- CAPCOM VS. SNK 2 MILLIONAIRE FIGHTING 2001（藤堂竜白）
- 勝負師伝説 哲也（神保公房、ナレーター）
- ボクシングマニア あしたのジョー（丹下段平）
- From TV animation ONE PIECE グランドバトル!（ジュラキュール・ミホーク）
- From TV animation ONE PIECE とびだせ海賊団!（ジュラキュール・ミホーク、岩蔵）
- 松本零士999 〜Story of Galaxy Express 999〜（真田博士）
- METAL GEAR SOLID 2 SONS OF LIBERTY（大佐）
- ロックマンX6（アイゾック）
- ウィークネスヒーロー トラウマン（ピーオニ）

2002年
- シャーマンキング スピリット オブ シャーマンズ（麻倉葉明）
- スーパーロボット大戦IMPACT（ハザード・パシャ、ジオン兵）
- デッド オア アライブ3（ゲン・フー）
- パックマンワールド2（プロフェッサーパック）
- 花札グラフィティ恋々物語（吉野風月）
- From TV animation ONE PIECE グランドバトル!2（ジュラキュール・ミホーク）
- From TV animation ONE PIECE トレジャーバトル!（ジュラキュール・ミホーク）
- ボクは小さい（アオダイショウ）
- ボンバーマンジェネレーション（Dr.アイン）

2003年
- ヴィーナス&ブレイブス〜魔女と女神と滅びの予言〜（ウォルラス）
- エグザスケルトン（里見総二朗）
- D・N・ANGEL TV Animation Series〜紅の翼〜（丹羽大樹）
- テイルズ オブ シンフォニア（ロディル）
- ドラゴンボールZ（神さま）
- From TV animation ONE PIECE オーシャンズドリーム!（ジュラキュール・ミホーク）
- 白詰草話（神代藤次）

2004年
- 宇宙戦艦ヤマト イスカンダルへの追憶（真田志郎）※PlayStation 2版
- ACE COMBAT 5 THE UNSUNG WAR（ニコラス・A・アンダーセン）
- サーティーン 完全日本語版（マングース）
- スーパーロボット大戦GC（ヘルルーガ・イズベルガ）
- ゼノサーガ エピソードII［善悪の彼岸］（ハカセ）
- デッド オア アライブ アルティメット（ゲン・フー）
- ドラゴンボール アドバンスアドベンチャー（ピッコロ大魔王）
- どろろ（九尾の狐）
- NINJA GAIDEN（ムラマサ）
- BLACK/MATRIX OO（ホワイトフェイス）
- METAL GEAR SOLID 3 SNAKE EATER（グラーニン）
- 勝負師伝説 哲也 DIGEST（神保）
- ONE PIECE ランドランド!（ジュラキュール・ミホーク）

2005年
- 宇宙戦艦ヤマト 暗黒星団帝国の逆襲（真田志郎）※PlayStation 2版
- 宇宙戦艦ヤマト 二重銀河の崩壊（真田志郎）※PlayStation 2版
- サルゲッチュ3（キャンベル大佐）※ゲスト出演
- デッド オア アライブ4（ゲン・フー）
- 天外魔境III NAMIDA（ホテイ丸）
- ドラゴンボールZ3（神様）
- ファントム・キングダム（暗黒竜バビロン）
- 亡国のイージス2035 〜ウォーシップガンナー〜（シャルルXII世）
- 武蔵伝II ブレイドマスター（マオ、オープニングナレーション）
- ONE PIECE グラバト! RUSH（ジュラキュール・ミホーク）
- ONE PIECE パイレーツカーニバル（ジュラキュール・ミホーク）

2006年
- Another Century's Episode 2（フィーデル・バルクホルツ）
- 格闘美神 武龍（毛混）
- CLANNAD（幸村俊夫）
- ゼノサーガI・II（ハカセ）
- ゼノサーガ エピソードIII［ツァラトゥストラはかく語りき］（ハカセ）
- 超ドラゴンボールZ（ピッコロ大魔王）
- 天外魔境 ZIRIA〜遥かなるジパング〜（ホテイ丸）
- NINETY-NINE NIGHTS（ミラーヴァリス）
- 脳開発研究所 クルクルラボ（所長）
- ファンタシースターユニバース（カナル・トムレイン博士）
- ファンタジーアース ゼロ（イグルー）
- 山佐DigiワールドSP 燃えよ! 功夫淑女（コアラ）
- ロックマンロックマン（Dr.ワイリー）

2007年
- ASH -ARCHAIC SEALED HEAT-（ブルネク）
- 銀魂 万事屋ちゅ〜ぶ ツッコマブル動画（平賀源外）
- ゲゲゲの鬼太郎 妖怪大運動会（ぬらりひょん）
- サモンナイト ツインエイジ 〜精霊たちの共鳴〜（インジール）
- ゼロの使い魔 小悪魔と春風の協奏曲（オールド・オスマン）
- ゼロの使い魔 夢魔が紡ぐ夜風の幻想曲（オールド・オスマン）
- デストロイ オール ヒューマンズ!（農民、ハフマン大統領）
- ドラゴンボールZ Sparking!NEO（ピッコロ大魔王）※Wii版
- ドラゴンボールZ Sparking!METEOR（ピッコロ大魔王）
- NINJA GAIDEN Σ（ムラマサ）
- ファイナルファンタジーIV（水のカイナッツォ、ジオット王）※ニンテンドーDS版
- ファンタシースターユニバース イルミナスの野望（カナル・トムレイン博士）
- ONE PIECE アンリミテッドアドベンチャー（ジュラキュール・ミホーク）
- ONE PIECE ギアスピリット（ジュラキュール・ミホーク）

2008年
- ゼロの使い魔 迷子の終止符と幾千の交響曲（オールド・オスマン）
- 大乱闘スマッシュブラザーズX（ロイ・キャンベル）
- ドラゴンボールZ インフィニットワールド（神さま）
- NINJA GAIDEN 2（ムラマサ）
- ニンジャ リフレックス（師匠）
- ファンタシースターポータブル（カナル・トムレイン博士）
- METAL GEAR SOLID 4 GUNS OF THE PATRIOT（ロイ・キャンベル）
- ワールド・デストラクション 導かれし意思（ゾウ師）

2009年
- ちびまる子ちゃんDS まるちゃんのまち（おじいちゃん〈ともぞう〉）
- ドラゴンボール 天下一大冒険（ムラサキ曹長、ピッコロ大魔王）
- NINJA GAIDEN Σ2（ムラマサ）
- ONE PIECE アンリミテッドクルーズ エピソード2 -目覚める勇者-（ジュラキュール・ミホーク）
- ONE PIECE ワンピーベリーマッチ（ジュラキュール・ミホーク）

2010年
- ルパン三世 史上最大の頭脳戦（サイモン・パラドックス）
- CR花札物語（天竜）
- 戦場のヴァルキュリア2 ガリア王立士官学校（ローレンス・クライファート）
- ドラゴンボールDS2 突撃!レッドリボン軍（ムラサキ曹長）
- METAL GEAR SOLID PEACE WALKER（国防長官代理）
- ONE PIECE ギガントバトル!（ジュラキュール・ミホーク）

2011年
- ONE PIECE アンリミテッドクルーズ スペシャル（ジュラキュール・ミホーク）

2013年
- スーパーロボット大戦UX（ハザード・パシャ）
- テイルズ オブ シンフォニア ユニゾナントパック（ロディル）
- ドラゴンボールヒーローズ（2013年 - 2015年、ピッコロ大魔王）

2015年
- LORD of VERMILION ARENA（水のカイナッツォ）

2018年
- 銀魂乱舞（平賀源外）
- 大乱闘スマッシュブラザーズ SPECIAL（ロイ・キャンベル）

### ドラマCD
- ASH-ARCHAIC SEALED HEAT-オリジナルサウンドドラマ（ブルネク）
- アニメCDブック るろうに剣心 -明治剣客浪漫譚-巻之一（比留間喜兵衛）
- アニメCDブック るろうに剣心 -明治剣客浪漫譚-巻之二（比留間喜兵衛）
- アベノ橋ドラマティック☆商店街（雅ジイ）
- インフェリウス惑星戦史外伝 CONDITION GREEN（ギラン大佐）
- 宇宙英雄物語（星海王ブラス）
- 雨柳堂夢咄（雨柳堂主人）
- 央華封神（高林道人）
- 風の大陸 CDシネマ2 邂逅編 下（呪い師）
- 餓狼伝説2（山田十平衛）
- 究極超人あ〜る（成原成行博士）
- 鬼哭街 ドラマCD 反魂剣鬼（斌偉信）
- キッチュのラジオ大魔術団（スペンサー、司会）
- 霧 - the route of infection KANARIA.（世界案内人）
- 吸血姫美夕 スペシャルドラマI（神魔・臥縁）
- CLANNAD-クラナド- Vol.3（幸村俊夫）
- CLANNAD 光見守る坂道で 第3巻（幸村俊夫）
- 極道くん漫遊紀外伝（ヨセフ神父）
- 子育てクイズ マイエンジェル ドラマ&ソングコレクション（神様）
- GS美神 極楽大作戦!! 各作品（見鬼くん）
- CDドラマコレクションズ 三國志（黄忠漢升）
- CDドラマゼノサーガOUTER FILEVol.2（ハカセ）
- CDドラマ 天外魔境(1) 風雲カブキ伝 アメリケン異聞 凱旋公開！カブキ伝顛末記（ホテイ丸）
- CDドラマ 天外魔境(2) 風雲カブキ伝 アメリケン異聞 大陸横断鉄道騒動記（ホテイ丸）
- 十兵衛紅変化（邪念坊）
- ストリートファイターII 復讐の戦士（烈）
- ストリートファイターII -魔人の肖像-（烈）
- 聖戦記エルナサーガ外伝（フラングルニ）
- 聖神伝説エクステリア（父）
- 声優だぁ〜い好き3 ゆびきりげんまん
- 声優への道
- 聖エルザクルセイダーズ ミホのGW日記（森崎教頭）
- テイルズ オブ イノセンス（ハルトマン）
- デスクトップのメイドさん House Keeping Operation（セバスチャン）
- でたとこプリンセス（じい）
- デビルサマナー 葛葉ライドウ 対 隻眼化神 前編（金王屋）
- 電影少女 集英社CDブック（ゴクラクの店長）
- 天地無用!ラジオ幕ノ内弁当（柾木勝仁、柾木信幸）
- CDシアター ドラゴンクエストシリーズ（雨の祠の賢者、デルコンダル王、ライド、王様）
- 菜々子解体新書 ラジオでち〜ッ!
- 幕末浪漫 月華の剣士（渋川医師）
- ビックリマン 新たなる出発（スーパーデビル）
- ペルソナ2 罪と罰 〜果てしなき青春〜（イゴール）
- 未来放浪ガルディーン 未来放浪ガルディーン 大歌劇 （キリー）
- 無人島物語（高持慎一郎）
- ラングリッサーII（エグベルト）
- ロックマン危機一髪（Dr.ワイリー）
- 流星皇子TOMMY（ナレーション）

### 吹き替え

#### 担当俳優
イアン・バネン
- 怒りの刑事（ケネス・バクスター）※TBS版
- ゴースト・パパ（エディス・モーザー）
- 衝撃の夜・女子大生の異常な体験（ブライアン）
- 飛べ!フェニックス（クロウ）※フジテレビ版

クリストファー・ロイド
- アダムス・ファミリー（フェスター・アダムス）※日本テレビ版
- アダムス・ファミリー2（フェスター・アダムス）※ソフト版・日本テレビ版
- エンジェルス2（アル）
- ダニーと秘密の魔法使い（フレッド・ウォーカー）
- バック・トゥ・ザ・フューチャーシリーズ（エメット・ブラウン博士〈ドク〉）※ソフト版
  - バック・トゥ・ザ・フューチャー
  - バック・トゥ・ザ・フューチャー PART2
  - バック・トゥ・ザ・フューチャー PART3
  - バック・トゥ・ザ・フューチャー・ザ・ライド

- ブラボー火星人2000（マーティン）
- 世にも不思議なアメージング・ストーリー シーズン2 #8（ビーンズ教授）

ジェームズ・カーン
- 栄光の野郎ども（デューガン）
- エル・ドラド（ミシシッピ）※フジテレビ版
- 遠すぎた橋（エディ・ドーハン軍曹）※日本テレビ版
- ニューヨーク一獲千金（ハリー・ディグビー）※テレビ版
- ブライアンの青春（ブライアン・ピッコロ）

ジャン＝ポール・ベルモンド
- カトマンズの男（アルチュール・ランプルール）※テレビ東京版
- 007/カジノ・ロワイヤル（フランス外人部隊員）※日本テレビ版
- 波止場（リボルノの男）
- ムッシュとマドモアゼル（ブルーノ）

G・W・ベイリー
- ポリスアカデミーシリーズ（ハリス）※ソフト版
  - ポリスアカデミー5 マイアミ特別勤務
  - ポリスアカデミー6 バトルロイヤル
  - ポリスアカデミー7 モスクワ大作戦!

- 未来警察（チーフ）

ジョー・ペシ
- いとこのビニー（ヴィニー・ガンビーニ）
- ゴーン・フィッシン'（ジョー・ウォーターズ）
- JFK（デイヴィッド・フェリー）※ソフト版
- ジミー・ハリウッド（ジミー・アルト）
- セサミストリート危機一髪（ロナルド・グランプ）
- ニューヨークのいたずら（ルーイ・クリツキー）
- パブリック・アイ（レオン・バーンスタイン）
- ホーム・アローン（ハリー・ライム）※ソフト版・フジテレビ版
- ホーム・アローン2（ハリー・ライム）※ソフト版・フジテレビ版
- リーサル・ウェポンシリーズ（レオ・ゲッツ）
  - リーサル・ウェポン2/炎の約束 ※TBS版
  - リーサル・ウェポン3 ※ソフト版
  - リーサル・ウェポン4 ※ソフト版

ジョン・クリーズ
- シャーロットのおくりもの（羊のサミュエル）
- シュレックシリーズ（ハロルド国王）
  - シュレック2
  - シュレック3
  - シュレック フォーエバー

- チャーリーズ・エンジェル フルスロットル（アレックスの父親）※テレビ朝日版

ダスティン・ホフマン
- カンフー・パンダ（シーフー老師）※予告編
- 小さな巨人（ジャック・クラブ）※TBS版
- マゴリアムおじさんの不思議なおもちゃ屋（エドワード・マゴリアム）
- レーシング・ストライプス（タッカー）※日本テレビ版

ダニー・デヴィート
- L.A.コンフィデンシャル（シド・ハッジェンス）※フジテレビ版
- 殺したい女（サム・ストーン）
- ザ・シンプソンズ（ハーブ・パウエル）
- スペース・ジャム（スワック・ハンマー）
- ナイルの宝石（ラルフ）※フジテレビ版
- マーズ・アタック!（ギャンブラー）※テレビ東京版
- ライトアップ! イルミネーション大戦争（バディ・ホール）
- ローズ家の戦争（ギャビン・ダマート）※フジテレビ版
- ワンダフル・ファミリー/ベイビー・トーク3（ロックス）※フジテレビ版

チーチ・マリン
- ウィッチマウンテン/地図から消された山（エディ・コルテス）
- 刑事ナッシュ・ブリッジス（ジョー・ドミンゲス）※テレビ東京版
- ゴーストバスターズ2（港の作業員）※フジテレビ版

デニス・ホッパー
- スピード（ハワード・ペイン）※フジテレビ版
- ハートに火をつけて（マイロ）※劇場公開版
- マルホランド・ラン/王者の道（キャル）※日本テレビ版

バート・レイノルズ
- ウディ・アレンの誰でも知りたがっているくせにちょっと聞きにくいSEXのすべてについて教えましょう（スイッチボード）
- 結婚ゲーム（フィル・ポター）
- タッチダウン（ビリー・クライド）
- ミステリーゾーン4 #18「魔法入門」（ロッキー・ローズ）

ハリー・ディーン・スタントン
- エイリアン（ブレット）※フジテレビ版
- ビリー・ザ・キッド/21才の生涯（ルーク）
- プライベート・ベンジャミン（ジム・バラード）
- マイ・フレンド・メモリー（グリム）
- 若き勇者たち（トム・エッカート）
- ワン・フロム・ザ・ハート（モー）

ヘンリー・シルヴァ
- 刑事ニコ/法の死角（カート・ゼーガン）※ソフト版
- ゴーストタウンの決斗（レニー）
- ミサイル空爆戦隊（ジョー・ガルシア大佐）※テレビ版2

ポール・ホーガン
- アンザックス（パット）
- クロコダイル・ダンディー（マイケル・“クロコダイル”・ダンディー）※フジテレビ版
- クロコダイル・ダンディー2（マイケル・“クロコダイル”・ダンディー）※フジテレビ版
- Mr. エンジェル/神様の賭け（テリー）

マイケル・ペイリン
- 危険な動物たち（バグジー）
- 空飛ぶモンティ・パイソン
- モンティ・パイソンシリーズ
  - モンティ・パイソン・アンド・ナウ
  - モンティ・パイソン・アンド・ホーリー・グレイル
  - ライフ・オブ・ブライアン
  - 人生狂騒曲

- ラトルズ
- ワンダとダイヤと優しい奴ら（ケン）

ラム・チェンイン
- イースタン・コンドル（ホウ中佐）
- 霊幻道士シリーズ
  - 霊幻道士（チェン道士）
  - 霊幻道士2 キョンシーの息子たち!
  - 霊幻道士3 キョンシーの七不思議
  - 霊幻道士5 ベビーキョンシー対空飛ぶドラキュラ!
  - 霊幻道士6 史上最強のキョンシー登場!!
  - 霊幻道士7 ラストアクションキョンシー
  - 霊幻道士8 空飛ぶドラキュラ・リターンズ
  - 霊幻道士・キョンシーマスター（シーズン1）
  - 霊幻道士（シーズン2）

ロバート・イングランド
- エルム街の悪夢4 ザ・ドリームマスター 最後の反撃（フレディ・クルーガー）
- エルム街の悪夢5 ザ・ドリームチャイルド（フレディ・クルーガー）
- 2001人の狂宴（バックマン町長）
- フレディVSジェイソン（フレディ・クルーガー）※テレビ東京版

#### 映画（吹き替え）
- アーネスト、監獄に行く!（英語版）（アーネスト・P・ウォーレル / フェリックス・ナッシュ〈ジム・バーニー〉）
- アーネスト モンスターと戦う!（英語版）（アーネスト・P・ウォーレル〈ジム・バーニー〉）
- 愛されちゃって、マフィア（トニー“タイガー”・ルッソ〈ディーン・ストックウェル〉）
- 愛の海峡（英語版）（ヤン〈ポール・デュビー〉）
- 赤い矢（オマーラ〈ロッド・スタイガー〉）
- 赤い連発銃（英語版）
- 赤ちゃんのおでかけ（ノービー〈ジョー・パントリアーノ〉[134]）
- 悪魔たち、天使たち（ルー・ペリッリ〈アラン・アーキン〉）
- 悪魔のいけにえ（スリム〈エドウィン・ニール〉）※テレビ東京版
- 悪魔の改造人間（アレックス・ホワイト〈リチャード・コックス〉）
- 悪魔の性・全裸美女惨殺の謎（ビクター・モーガン〈ジャコモ・ロッシ＝スチュアート〉）※テレビ東京版
- 悪魔を憐れむ歌（ルー刑事〈ジェームズ・ガンドルフィーニ〉）※フジテレビ版
- 明日に向って撃て!（ウッドコック〈ジョージ・ファース〉）※LD版・フジテレビ版
- アダムス・ファミリー（タリー・アルフォード〈ダン・ヘダヤ〉）※ソフト版
- アダムスファミリー オリジナル版（ボス）
- あなたに恋のリフレイン（ルー・ホーナー〈ロバート・ロッジア〉）
- アニー（暗殺者）
- アニタと子猫と…（イタリア語版）（グイド〈ジャンカルロ・ジャンニーニ〉）※TBS版
- アバランチエクスプレス（ジュリアン・ショルテン〈ホルスト・ブッフホルツ〉）
- アメリカン・グラフィティ（ジョン・ミルナー〈ポール・ル・マット〉）※テレビ朝日版
- アラモの砦（ベン〈ジム・デイヴィス〉）
- 荒鷲の要塞（フォン・ハッペン〈ダーレン・ネスビット〉[135]）※日本テレビ新録版
- アラン・ドロンのゾロ（メルケル大尉）※テレビ朝日旧録版
- アルバレス・ケリー 荒野の大暴走（ハッチャー〈リチャード・ラスト〉）
- アンディ・ラウの神鳥聖剣（中国語版）（博士〈ユン・ケイ〉）
- イージー・マネー/一獲千金（英語版）（モンティ〈ロドニー・デンジャーフィールド〉）※テレビ東京版
- インディ・ジョーンズ/最後の聖戦（フォーゲル大佐〈マイケル・バーン〉[136]）※日本テレビ版
- インデペンデンス・デイ（ラッセル〈ランディ・クエイド〉）※ソフト版
- 宇宙冒険旅行（英語版）（ヴィクター・バービケイン〈ジョゼフ・コットン〉）※テレビ新録版
- ウディ・アレンのバナナ（フィールディング〈ウディ・アレン〉）
- A.I.（スペシャリスト〈ベン・キングズレー〉）※ソフト版
- エイセス/大空の誓い（ナイジェル・パーマー大佐〈クリストファー・カザノフ〉）※フジテレビ版
- 80デイズ（ケルヴィン卿〈ジム・ブロードベント〉）※テレビ東京版
- SFクローン人間の異常な愛（ポール・コーウィン / クローン〈ロバート・フォスター〉）※日本テレビ版
- エデンの東（ジョー）
- エルミタージュ幻想（キュスティーヌ伯爵〈セルゲイ・ドレイデン〉）※NHK版
- オール・ザット・ジャズ（デイヴィス・ニューマン）※LD版
- 黄金の七人（アルフレッド〈モーリス・ポリ〉）※日本テレビ版
- 黄金の七人 1+6 エロチカ大作戦（ミケーレ）
- 大いなる野望（ダン・ピアース〈ボブ・カミングス〉）
- 狼よさらば（ハンク〈ジャック・ウォレス〉）
- おかしなおかしな大泥棒（ダイナマイト〈グレゴリー・シエラ〉[137]）
- おかしなおかしな高校教師（ピエール〈ピエール・リシャール〉）
- 男たちの挽歌 II（ホー〈ティ・ロン〉）※ソフト版
- オフサイド7（ブルーノ・ロテリ〈ソニー・ボノ〉）
- オリバー・ツイスト（フェギン〈ベン・キングズレー〉）
- オレゴン大森林/わが緑の大地（ジョー・ベン・スタンパー〈リチャード・ジャッケル〉）
- オレはギャング ガーディニア（ガーディニア〈フランコ・キャリファーノ〉）
- がい骨（トラヴァース〈ピーター・ウッドソープ〉）
- 外人部隊フォスター少佐の栄光（英語版）（エル・クリム〈イアン・ホルム〉）
- 海賊船（アラン・スチュアート〈ピーター・フィンチ〉）
- 海賊魂（マルコム・マーシュ）
- カウボーイ（チャーリー〈ディック・ヨーク〉）※フジテレビ版
- カサブランカ（ルノー署長〈クロード・レインズ〉[138]）※テレビ東京版
- カサンドラ・クロス（ロビー・ナヴァロ〈マーティン・シーン〉）※日本テレビ版
- 風とライオン ※テレビ朝日版
- 風に向って走れ（軍曹〈ドン・ウィルバンクス〉）
- 壁の中に誰かがいる（家主〈エヴェレット・マッギル〉）
- カリブの嵐（レッド〈ロバート・ショウ〉）※フジテレビ版
- ガントレット（巡査〈ビル・マッキーニー〉）
- がんばれ!ベアーズ 特訓中（マイク・リーク〈ウィリアム・ディヴェイン〉）※日本テレビ版
- 気球に乗って来た王子（英語版）（聖ジェラール大佐〈キース・ミッシェル〉）
- 奇人たちの晩餐会（ルシアン・シュヴァル）
- 傷だらけの用心棒（英語版）
- キックボクサー（ジアン・チョウ〈デニス・チャン〉[139]）
- キックボクサー2（英語版）（ジアン・チョウ〈デニス・チャン〉）※VHS版
- 気分を出してもう一度（ダニエル〈フィリップ・ニコー〉）
- 騎兵隊最後の砦（ドイツ語版） ※TBS版
- キャノンボール（シーク・アブダルベン・ファラフェル〈ジェイミー・ファー〉[140]）※テレビ朝日版
- キャノンボール2（トニー〈アレックス・ロッコ〉）
- キャラバン（ティンレ）
- ギャング・オブ・UK（メイトランド〈ジョン・ハート〉）
- 恐竜島の秘密（マナースキー〈デヴィッド・ハットン〉）
- キラー・トマト/赤いトマトソースの伝説（英語版）（ガングリーン博士〈ジョン・アスティン〉）
- 銀河ヒッチハイク・ガイド（スラーティバートファースト〈ビル・ナイ〉[141]）
- 銀河伝説クルール（アーゴ〈デイヴィッド・バットリー〉）
- キングコング（カーナハン〈エド・ローター〉）※フジテレビ版
- クイック・チェンジ（ロッジンガー刑事〈ジェイソン・ロバーズ〉）
- 空爆特攻隊（バルガ少佐〈ジェームズ・ギャモン〉）※テレビ朝日版
- グラディエーター（カッシウス〈デヴィッド・ヘミングス〉）※テレビ朝日版
- グレートスタントマン（カリー〈ジェームズ・ベスト〉）※VHS版
- クレイジー・ピープル（英語版）（エモリー・リーソン〈ダドリー・ムーア〉）
- クレオパトラ（ゲルマニクス）※日本テレビ版
- 群盗荒野を裂く（ペピート）
- 刑事ニューマン・復讐のレクイエム（ジャック・イーストマン〈ゴードン・ピンゼント〉）
- 刑事ブロック（アーサー・ゴールデンコーン〈ヘンリー・ダロウ〉）
- 激戦地（フランク・マディガン〈ブルーノ・コーラザリ〉）※日本テレビ版
- 激走!5000キロ（ロスコー警部〈ノーマン・バートン〉）※テレビ朝日版
- 決死圏SOS宇宙船（パウロ・ランディ〈フランコ・デ・ローザ〉、技師〈バジル・モス〉、ウランバートル救難員〈アンソニー・チン〉）
- 月世界征服（ジョー・スウィーニー）
- 拳銃無頼（ジョージ・イーストマン）
- 原子力潜水艦浮上せず（デヴィッド・サミュエルソン副長〈ロニー・コックス〉）
- 拳精（ルーツァオ〈ジェームス・ティエン〉[142]）※TBS版
- ケンタッキー・フライド・ムービー（トム、ポール・バーマスター、ヘンリー・ギブソン）※ソフト版
- GO! GO! ガジェット2（英語版）（クロウ）
- ゴースト/血のシャワー（ニック〈ニック・マンキューゾ〉）
- ゴースト/ニューヨークの幻（地下鉄のゴースト〈ヴィンセント・スキャヴェリ〉）※フジテレビ版
- ゴーストバスターズ（ホテル支配人〈マイケル・エンサイン〉）※テレビ朝日版
- ゴーストバスターズ2（スティーヴン・ウェクスラー裁判長〈ハリス・ユーリン〉）※フジテレビ版
- コイサンマン（ジョージ）※TBS版
- 恋のQピッド（ポテト）
- 絞殺魔（デビッド・パーカー）
- 荒野の大活劇（テッド・マリガン〈ニノ・ベンベヌチ〉）
- 荒野の墓標（ロドリゴ・カンポス〈ピーター・マーテル〉）
- 黒衣の花嫁（フェルガス〈シャルル・デネ〉）
- 子鹿物語（レム・フォレスター〈フォレスト・タッカー〉）※テレビ朝日新録版
- 腰抜け二挺拳銃（テレス〈ロバート・アームストロング〉）
- ご存知有名刑事ゾクゾク殺人事件（パロンボ警部補〈バート・ヤング〉）
- GODZILLA（エバート市長〈マイケル・ラーナー〉）※ソフト版[14]
- ゴッドファーザー（カルロ・リッチ〈ジャンニ・ルッソ〉）※日本テレビ版
- ゴッドファーザー PART II（ヴィトー・コルレオーネ〈ロバート・デ・ニーロ〉[143]）※日本テレビ版
- ゴッドファーザー PART III（ギルディ大司教〈ドナル・ドネリー〉）※フジテレビ版
- コナン・ザ・グレート（コナンの父〈ウィリアム・スミス〉）※テレビ朝日版
- コマンドー（ベネット元大尉〈ヴァーノン・ウェルズ〉[144]）※TBS版
- コマンド戦略（クリフ・ブリッカー少佐〈ヴィンス・エドワーズ〉）※TBS版、（ブロンク・ガスリー）※NET版
- ゴリラ（ラマンスキー〈スティーヴン・ヒル〉）※テレビ朝日版
- コンゴ（ヘルケマー・ホモルカ〈ティム・カリー〉[145]）※ソフト版
- 最'狂'絶叫計画（ハリス大統領〈レスリー・ニールセン〉）
- 最後の栄光（英語版）（ロスコー〈カルヴィン・ロックハート（英語版）〉）
- ザ・ガン 運命の銃弾（ウィルキ）
- さすらいのガンマン（ジェフリー・ダンカン）
- 殺人魚フライングキラー（スティーヴ・キンブロー〈ランス・ヘンリクセン〉）※日本テレビ版
- 殺人地帯U・S・A（英語版）（トリー・デヴリン〈クリフ・ロバートソン〉）
- サファリ特急（ハワード・スプリング〈ピーター・マーテル〉）
- ザ・フォッグ（ダン・オバノン〈チャールズ・サイファーズ〉）※テレビ東京版
- サンダーアーム/龍兄虎弟（教団長）※テレビ朝日版
- サンダー2/怒りの逆襲（英語版）（バリー・ヘンソン保安官代理〈ライムンド・ハームストロフ〉）※日本テレビ版
- サンダーバード6号（アロイシャス・パーカー[146]）※テレビ朝日版
- サンタクロース（パッチ〈ダドリー・ムーア〉）※劇場公開版
- 幸せはパリで（ハワード・ブルーベーカー〈ジャック・レモン〉）
- JM（カール牧師〈ドルフ・ラングレン〉）
- 地獄のバスターズ（トニー〈ピーター・フートン〉[147]）※日本テレビ版
- 史上最大の作戦（フラー軍曹〈ジェフリー・ハンター〉）※日本テレビ版
- シノーラ（ラマー〈ドン・ストラウド〉）
- 死の標的（スクリューフェイス〈ベイジル・ウォレス〉[148]）※ソフト版・フジテレビ版
- ジム・ヘンソンのウィッチズ/大魔女をやっつけろ!（ブルーノの父〈ビル・パターソン〉）
- ジャイアンツ（ボブ〈アール・ホリマン〉）※NET版
- ジャグラー ニューヨーク25時（ガス・ソルティック〈クリフ・ゴーマン〉）※テレビ版
- ジャッカル（ティモシー・ウィザースプーン捜査官〈J・K・シモンズ〉）※日本テレビ版
- シャドー55（スモーキー）
- シャドウ・オブ・ヴァンパイア（マックス・シュレック〈ウィレム・デフォー〉）
- 十二人の怒れる男（7番陪審員〈ジャック・ウォーデン〉）※日本テレビ版
- 重犯罪特捜班/ザ・セブン・アップス（ムーン〈リチャード・リンチ〉）※テレビ朝日版
- 十福星（英語版）（アルバート）
- 娼婦と狼男（園主〈ロン・ムーディ〉）
- 勝利への脱出（ドイツ軍将校、レジスタンス）
- 少林寺三十六房（唐三要）
- 女性上位時代（サンドロ・マルディーニ〈ガブリエーレ・フェルツェッティ〉）
- ジョン・カーペンターの要塞警察（ナポレオン・ウィルソン〈ダーウィン・ジョストン〉）
- シンシナティ・キッド（ダニー）※フジテレビ版
- 新・少林寺三十六房（英語版）（師範〈ラウ・カーリョン〉[149]）
- 新ポリス・ストーリー（ハン警部〈ケント・チェン〉[150]）※フジテレビ版
- 新ポリス・ストーリー Pom Pom（アシュー〈リチャード・ン〉）
- 新・夕陽のガンマン/復讐の旅（ペドロ〈ホセ・トーレス〉[151]）
- スーパーマン（ペリー・ホワイト〈ジャッキー・クーパー〉）※テレビ朝日新録版
- 酔拳2（ウォン・ケイイン〈ティ・ロン〉）※フジテレビ版
- スキャンダル 美女襲撃現場の秘密（英語版）（レイシー〈ドン・マレー〉）
- スター・ウォーズ エピソード4/新たなる希望（ドドンナ将軍、タッグ将軍）※劇場公開版
- スターフライト・ワン（コーディ・ブリッグス〈リー・メジャース〉）
- スティング（フロイド）※日本テレビ版
- ストローカーエース（ラッグス・ハービー〈ジム・ネイバース〉）
- スナッパー（英語版）（デージー・カーリー〈コルム・ミーニイ〉）
- 砂の塔（ポール・レイノルズ〈デヴィッド・セルビー〉）※フジテレビ版
- 素晴らしきヒコーキ野郎（ランブルストロス大尉）※日本テレビ版、（コートニー）※NHK版
- スプラッシュ（フレディ・バウアー〈ジョン・キャンディ〉）※フジテレビ版
- スペース カウボーイ（タンク・サリバン〈ジェームズ・ガーナー〉[152]）※日本テレビ版
- スリーパーズ（ロレンツォの父〈ブルーノ・カービー〉）※フジテレビ版
- スリー・リバーズ（ニック・テディロ〈デニス・ファリーナ〉）※フジテレビ版
- セブン（警部〈R・リー・アーメイ〉）※フジテレビ版
- セメントの女（ルービン）
- 0086笑いの番号（ニーノ・サルヴァトーリ・セバスチャーニ〈ヴィットリオ・ガスマン〉[153]）
- 004/アタック作戦（英語版）（シャルル、ピエール〈ドナルド・サザーランド〉）
- 戦雲（ジョン・ダンフォース〈チャールズ・ブロンソン〉）
- 戦艦バウンティ（船員ジョン・ミルズ〈リチャード・ハリス〉）
- 鮮血の美学（クルッグ〈デヴィッド・ヘス〉）
- 戦場のガンマン（ハンス・ミューラー大佐〈クラウス・キンスキー〉）
- 戦闘機対戦車（ハフマン一等兵）
- 戦慄の狼男（英語版）（アンドリュー・ロダンス〈ブラッドフォード・ディルマン〉）
- 続・荒野の七人（コルビー〈ウォーレン・オーツ〉）※NET版
- 祖国のために（ピョートル・ロパーヒン〈ワシーリー・シュクシン〉）
- 底抜け大学教授（ワルゼウスキー〈メド・フローリー〉）
- 空飛ぶ十字剣（ルー将軍〈カム・コン〉）
- ソルジャー・ブルー（マクネアー中尉）
- ダーティ・メリー/クレイジー・ラリー（ジョージ・スタントン〈ロディ・マクドウォール〉）※フジテレビ版
- 大脱走（収容所の看守、レジスタンスのメンバー）※フジテレビ版
- 大追跡サバイバル・ロード（レムソン〈ポール・グリーソン〉）
- 大都会の青春（英語版）（スワン〈ボー・ホプキンス〉）
- 太平洋の虎鮫（マキーバー軍曹）
- 太陽を盗め（ボニヴェ〈カール・デューリング〉）
- 太陽のならず者（アンリ〈ジャン・トパール〉）※TBS版
- ダ・ヴィンチ・コード（リー・ティービング〈イアン・マッケラン〉）※フジテレビ版
- タクシードライバー（トラヴィス・ビックル〈ロバート・デ・ニーロ〉）※機内上映版
- 脱獄アルカトラズ（英語版）（ストーマー〈ジェームズ・マッカーサー〉）
- ダニー・ザ・ドッグ（バート〈ボブ・ホスキンス〉[154]）※ソフト版
- 007シリーズ
  - 007 カジノ・ロワイヤル（イーブリン・トレンブル〈ピーター・セラーズ〉[155]）※テレビ朝日版、（ハドリー、中国の将軍〈バート・クウォーク〉）※日本テレビ版
  - 007 消されたライセンス（ミルトン・クレスト〈アンソニー・ザーブ〉[156]）※TBS版
  - 007 トゥモロー・ネバー・ダイ（Dr.カウフマン〈ヴィンセント・スキャヴェリ〉[157]）※フジテレビ版
- タランチュラのキス（英語版）（ウォルター・ブラッドレー〈エリック・メイソン〉）
- タワーリング・インフェルノ（カピー〈ドン・ゴードン〉）※フジテレビ版
- 弾丸特急ジェット・バス（ダン・トランス〈ジョセフ・ボローニャ〉）
- 弾丸を噛め
- ダンジョン&ドラゴン（エルウッド〈リー・アレンバーグ〉）※ソフト版
- チャイニーズ・ゴースト・ストーリー（イン・チェッハー〈ウー・マ〉）※フジテレビ版
- 超酔拳（英語版）（ラウ・カーリョン）
- D-TOX（ヘンドリックス〈チャールズ・S・ダットン〉）※テレビ東京版
- ディア・ハンター（スタンリー〈ジョン・カザール〉[158]）
- 刑事（フェリックス・テスラー〈トニー・ムサンテ〉、マイク）
- デビルスピーク（エステバン神父〈リチャード・モール〉）
- デリンジャー（ベビーフェイス・ネルソン〈リチャード・ドレイファス〉）※TBS版
- テン（隣人）
- ドイツ輸送軍団を全滅せよ!（ギュンター大尉）
- ドク・ハリウッド（エバンス判事〈ロバーツ・ブロッサム〉）※フジテレビ版
- どつかれてアンダルシア (仮)（ニノ〈サンティアゴ・セグラ〉）
- ドッグチェイス（アリスティデス・ウングリア〈ジェイソン・ミラー〉）
- ドラゴンロード（キン〈チアン・ユンウェン〉[159]）※フジテレビ版
- ドランクモンキー 酔拳（赤鼻のソウ〈ユエン・シャオティエン〉[160]）※テレビ東京版
- トランザム7000VS激突パトカー軍団（ジャスティスJr.〈マイク・ヘンリー〉）※テレビ朝日版
- 砦の29人（ウィラード・グレンジ〈デニス・ウィーバー〉）※TBS版
- トロイ（トリオパス〈ジュリアン・グローヴァー〉）※テレビ朝日版
- トワイライトゾーン/超次元の体験（ヴァレンタイン〈ジョン・リスゴー〉）
- ナーズの復讐III ナーズ軍団、最終決戦!（オーリン・プライス〈モートン・ダウニー・Jr〉）
- ナチ特攻指令（バーティーン・ウェストレックス大佐〈ルイ・ジュールダン〉）
- ナッティ・プロフェッサー2 クランプ家の面々（ウィリー〈シルベスター・ジェンキンズ〉）※フジテレビ版
- 謎の大陸アトランティス（ディミトリアス〈アンソニー・ホール〉）※テレビ東京版
- ナバロンの要塞（ミラー伍長〈デヴィッド・ニーヴン〉）※TBS版
- ナポリと女と泥棒たち（アルマンディーノ・“ドゥドゥ”・ジラソーレ〈ニーノ・マンフレディ〉）※テレビ東京版
- ならず者部隊（スワンスン〈スキップ・ホメイヤー〉）
- ニューヨーク1997（スネーク・プリスキン〈カート・ラッセル〉）
- 摩天楼はバラ色に（ハワード・ブレスコット〈リチャード・ジョーダン〉）※フジテレビ版
- ニンジャリアン（テイラー〈ジャック・パランス〉）
- パームスプリングの週末（英語版）（ダグ・ストレッチ・フォーチュン〈タイ・ハーディン〉）
- ハーモニーベイの夜明け（イーサン・パウエル〈アンソニー・ホプキンス〉）
- パイレーツ・ムービー（海賊王〈テッド・ハミルトン〉）
- 墓石と決闘（クリーク・ジョンソン）
- 博士の異常な愛情（ディートリッヒ）※テレビ朝日版
- 橋（曹長）
- 裸の銃を持つ逃亡者（ファーガス警部補〈リチャード・クレンナ〉）
- 裸の街（フランク・ナイルス〈ハワード・ダフ〉）
- バックドラフト（ジョン・アドコックス〈スコット・グレン〉[161]）※フジテレビ版
- バットマン（ジャック・ネイピア / ジョーカー〈ジャック・ニコルソン〉）※機内上映版
- 花嫁はエイリアン（バドロング所長〈ジョゼフ・メイハー〉）
- パニック・イン・SST/デス・フライト（フィリップ〈ジョージ・マハリス〉）
- バラバ（トルヴァド〈ジャック・パランス〉）
- パリの恋人（ガイド）※テレビ東京版
- ハリー・ポッターシリーズ（アーガス・フィルチ〈デイビッド・ブラッドリー〉）
  - ハリー・ポッターと賢者の石[162]
  - ハリー・ポッターと秘密の部屋[163]
  - ハリー・ポッターとアズカバンの囚人[164]
  - ハリー・ポッターと謎のプリンス[165]
- パリは霧にぬれて（フィリップ・アラール〈フランク・ランジェラ〉）
- バレンチノの伝説（ルドルフ・ヴァレンティノ〈フランコ・ネロ〉）
- ハワード・ザ・ダック/暗黒魔王の陰謀（ジェニングス博士〈ジェフリー・ジョーンズ〉）※TBS版
- ピーター・パン（スミー水夫長〈リチャード・ブライアーズ〉）
- ビーチレッド戦記（イーガン〈バー・デベニング〉）
- ヒート（ヴィンセント・ハナ〈アル・パチーノ〉[166]）※ソフト版
- 人食いジョーズ 恐怖の漂流24時間（英語版）（カーボ・メンドーザ〈リチャード・イニゲス〉）
- ビッグ・ウェンズデー（ベアー〈サム・メルヴィル〉）
- ビッグ・ボス（フランク・ニティ〈シルヴェスター・スタローン〉）
- 必殺エクスタミネーター（ボルギーニ〈メレット・ヴァン・ケンプ〉）※日本テレビ版
- 必殺の二挺拳銃（イタリア語版）（コールマン〈リチャード・ワイラー〉）※フジテレビ版
- ビバリーヒルズ・バム（ジェリー〈ニック・ノルティ〉）※ディズニー公式版
- 百万長者と結婚する方法（エレベーターボーイ〈ジョージ・ダン〉）※テレビ朝日版
- 豹/ジャガー（〈ブルーノ・コラッツァリ〉）
- ファイティング・キッズ（パピー・ジャック〈ロバート・ロッジア〉）
- ファミリー・ゲーム/双子の天使（マーティン）
- フィールド・オブ・ドリームス（エディ・シーコット〈スティーヴ・イースティン〉）※日本テレビ版
- フィフィ大空をゆく（フランス語版）（時計屋）※NHK版
- 15ミニッツ（デクラン・ダフィ消防署長〈ジェームズ・ハンディ〉）※日本テレビ版
- フェラーリの鷹（マルコ・パルマ）
- フォード・フェアレーンの冒険（エイモス警部〈エド・オニール〉）
- ふたり（フィッツジェラルド〈アラン・ファッジ〉）※TBS版
- 無頼の群（ビル・ザカリー〈スティーヴン・ボイド〉）
- プライベイトレッスン（レスター〈ハワード・ヘッセマン〉）
- ブラックジャック（トーマス〈ソウル・ルビネック〉）※ソフト版
- フランケンシュタイン・娘の復讐（イタリア語版）（ハリス警部〈ミッキー・ハージティ〉）
- ブルベイカー（ロイ・パーセル）
- プレデター（ブレイン・クーパー〈ジェシー・ベンチュラ〉[167]）※テレビ朝日版
- ブレンダ・スター（ホセ〈ネスター・セラーノ〉）
- フレンチ・コネクション（サルバトーレ〈トニー・ロビアンコ〉[168]）※LD版
- プロジェクト・イーグル（ホテル支配人）※フジテレビ版
- プロテクター（ダニー・ガローニ〈ダニー・アイエロ〉[169]）※フジテレビ版
- ペーパーチェイス（トーマス・クレイグ・アンダーソン〈エドワード・ハーマン〉）
- ベイビーズ・デイアウト/赤ちゃんのおでかけ（ノービー〈ジョー・パントリアーノ〉）
- ベビーシッター・アドベンチャー（ブリーク〈ジョン・デイヴィス・チャンドラー〉）※フジテレビ版
- 砲艦サンパブロ（フレンチー・バーゴイン〈リチャード・アッテンボロー〉[170]）※LD版
- ボー・ジェスト（フシェー〈ロバート・ウォルダーズ〉）※TBS版
- 暴力脱獄
- 誇り高き戦場（ロング中尉）※TBS旧録版
- ボディ・パーツ（ソーチャック刑事〈ゼイクス・モカエ〉）
- 炎の女（ジョブ〈バーナード・クリビンス〉）
- ボワニー分岐点
- 香港発活劇エクスプレス 大福星（念力〈リチャード・ン〉）
- マイ・ガール（ハリー・サルテンファス〈ダン・エイクロイド〉[171]）※ソフト版
- マイ・ガール2（ハリー・サルテンファス〈ダン・エイクロイド〉）※ソフト版
- マイティ・ジョー（エリオット・ベイカー〈ローレンス・プレスマン〉）※テレビ朝日版
- マウス・ハント（ルドルフ〈ウィリアム・ヒッキー〉）※TBS版
- マスターズ/超空の覇者（グウィルダー〈ビリー・バーティ〉）※テレビ東京版
- マックイーンの絶対の危機（バート）※日本テレビ版
- M★A★S★H マッシュ（デューク・フォレスト大尉〈トム・スケリット〉）※LD版
- マッドマックス2（ジャイロ・キャプテン〈ブルース・スペンス〉）※TBS版
- 摩天楼ブルース（バンダナ）
- マネキン2（スプレッツル伯爵〈テリー・カイザー〉）※テレビ朝日版
- 間抜けなマフィア（英語版）（ジョージ〈シド・シーザー〉）
- 真夜中のラブコール/テレフォンセックス殺人事件（マルコム・ヘンソフ〈ティム・トマーソン〉）
- ミイラ怪人の呪い（ハリー〈ティム・バレット〉）※テレビ東京版
- ミスター・サタデー・ナイト（バディ〈ビリー・クリスタル〉）
- ミスター・ノーボディ（ビーバー）※フジテレビ版
- ミッドウェイ（ジョセフ・ロシュフォート〈ハル・ホルブルック〉）※テレビ朝日版
- ミッドナイト・エクスプレス（ジミー〈ランディ・クエイド〉[172]）
- ミラーズ（ロレンツォ・サペッリ）
- 魅惑の巴里（バリー〈ジーン・ケリー〉）※日本テレビ版
- むく犬ディグビー（ジェフ・エルドン〈ジム・デイル〉）※VHS版、（マスターズ大佐〈ディンズデイル・ランデン〉）※テレビ東京版
- 名誉と栄光のためでなく（ボアフラ〈モーリス・ロネ〉）※テレビ東京版、（マヒディ〈ジョージ・シーガル〉）※日本テレビ版
- メッセンジャー・オブ・デス（オーヴィル・ビーチャム〈チャールズ・ディアコップ〉）
- メリー・ディア号の難破（ヒギンズ〈リチャード・ハリス〉）※NET新録版
- メン・イン・ブラック（ローゼンバーグ〈マイク・ナスバウム〉）※日本テレビ版
- 燃えよデブゴン 正義への招待拳（ゴロ・チョンボ）
- モンスター・パニック/怪奇作戦（ヘンリー・トバーマン警部）
- 野性の叫び (1935年の映画)（ジャック〈クラーク・ゲーブル〉）
- 山猫（チッチョ〈セルジュ・レジアニ〉）※テレビ朝日新録版
- 山猫は眠らない（トーマス・ベケット〈トム・ベレンジャー〉[173]）※テレビ東京版
- ヤング・フランケンシュタイン（アイゴール〈マーティ・フェルドマン〉）※LD版
- U・ボート（ヨハン〈アーウィン・レダー〉）※フジテレビ版
- 夕陽よ急げ（ラッド〈ジョン・フィリップ・ロー〉）
- 予期せぬ出来事（マーク・シャンセル〈ルイ・ジュールダン〉）※テレビ東京版
- 夜の大捜査線（パーディ〈ジェームズ・パターソン〉）※NET版、（サム・ウッド〈ウォーレン・オーツ〉[174]）※TBS版
- 夜の訪問者（フォウスト・ジェラルディ〈ルイジ・ピスティッリ〉）※日本テレビ版
- ライアンの娘（ティム・オリアリー〈バリー・フォスター〉）
- ラスト・オブ・モヒカン（マンロー大佐）※VHS版
- ラピッド・ファイアー（メイス・ライアン〈パワーズ・ブース〉）※ソフト版
- ラブ・バッグ（テネシー〈バディ・ハケット〉）
- ランボー/怒りの脱出（ポドフスキー中佐〈スティーヴン・バーコフ〉）※TBS版
- ランボー3/怒りのアフガン（ムーサ〈サッソン・ガーベイ〉）※日本テレビ版
- ルーキー（レイ・ガルシア警部）※ソフト版
- レーチェル レーチェル（説教者〈テリー・カイザー〉）
- 霊幻道士完結篇 最後の霊戦（道士〈アンソニー・チェン〉）
- レジェンド・オブ・フォール/果てしなき想い（ワン・スタッブ）※BD版
- レスリー・ニールセンのドラキュラ（ジャック・スワード博士〈ハーヴェイ・コーマン〉）
- レッド・サン（名室源吾〈田中浩〉）※TBS版
- レッド・ドラゴン/新・怒りの鉄拳（岡村先生〈チェン・シン〉）※TBS版
- レッド・リバー（ブレイドン〈クレイグ・ヒル〉）
- レディ・キラーズ（ガス・パンケイク〈J・K・シモンズ〉[175]）
- ローゼンクランツとギルデンスターンは死んだ（座長〈リチャード・ドレイファス〉）
- ローマの哀愁（パオロ・ディ・レオ〈ウォーレン・ベイティ〉）
- ロケッティア（ピーヴィー〈アラン・アーキン〉）※ソフト版
- ロックアップ（チンク〈ソニー・ランダム〉）※ソフト版
- ロマンシング・ストーン 秘宝の谷（アイラ〈ザック・ノーマン〉[176]）※日本テレビ版
- ロマン・ポランスキーの吸血鬼（アルフレッド〈ロマン・ポランスキー〉）
- ロング・キス・グッドナイト（ラリー・キング）※フジテレビ版
- ロング・グッドバイ（マーティ・オーガスティン〈マーク・ライデル〉）
- ロンドン・パリ大脱戦（アンリ・マルティノー〈ロベール・デリー〉）※NET版
- ワーキング・ガーイ（ラルフ・ソワツキー〈ジョージ・カーリン〉）
- わすれな歌（サダウの父）
- 102（パヴロフ博士）

#### ドラマ
- 愛と戦いの日々（アレキサンドル〈ヘルムート・グリーム〉）
- アガサ・クリスティー ミス・マープル スリーピング・マーダー（アーサー・プライマー警部[177]）
- 悪魔の異形 #5（ウィリアム〈ニコラス・ボール〉）
- アパッチ大平原（ホンドー・レイン）
- アメリカン・ヒーロー #11（バッド〈ポール・コスロ〉）、#25（バイロン・ビグスビー〈ジェームズ・ホイットモア・Jr〉）
- インディ・ジョーンズ/若き日の大冒険（ロスタンド）
- エイリアス（ドナート）
- 宇宙船レッド・ドワーフ号（ホリー〈ノーマン・ロベット〉）
- 宇宙大作戦（ノーマッド、タイリー）
- F.B.EYE!! 相棒犬リーと女性捜査官スーの感動!事件簿（チャーリー・アダムズ）
- 大空への挑戦/ライト兄弟（ウィリアム・テイト〈トム・バウアー〉）
- おかしなカップル シーズン5 #1（シェルドン〈ロブ・ライナー〉）
- 奥さまは魔女（漁師の像 他）
- 俺がハマーだ![178] #4（ジョン・コーガン）
- 華麗なるペテン師たち（アッシュ・モーガン〈ロバート・グレニスター〉）
- がんばれ!ベアーズ シーズン2 #1（ジョニー・ベンチ）
- 機甲戦虫紀LEXX（スタンリー・トゥイードル）
- キャプテンパワー（マシュー・“ホーク”・マスターソン〈ピーター・マクニール〉）
- グリーン・ホーネット（カトー〈ブルース・リー〉）
- 警察署長（トミー・アレン〈レオン・リッピー〉、パイバック・ジョンソン）
- 刑事コジャック シーズン1 #4（ジョージ・ブラッドベリー）
- 刑事スタスキー&ハッチ シーズン1 #20（ヴァーン）
- 刑事トマ（デビッド・トマ〈トニー・ムサンテ〉）
- こちらブルームーン探偵社
  - シーズン2 #8（共犯者）
  - シーズン5 #4（レズリー・ハンジガー〈アンドリュー・ロビンソン〉）
- ジェシカおばさんの事件簿 #1（マイク・ヘルナンデス警部）、#37（ファーリー・プレスマン）
- ジム・ヘンソンのストーリーテラー（悪魔たち）
- シャーロック・ホームズの冒険
  - 銀星号事件（フィッツロイ・シンプソン）
  - ボスコム渓谷の惨劇（ウィリアム・クラウダー）
- じゃじゃ馬億万長者（ジェスロ）
- 私立探偵マグナム シーズン1 #1（クーリー大佐〈フリッツ・ウィーヴァー〉）
- 新スタートレック（武器商人）
- 新スパイ大作戦
  - バハマ・トラップ（マーレー）
  - BC4000年の呪い（カーナク）
- スタートレック:ヴォイジャー（Q2）
- スタートレック:ディープ・スペース・ナイン（ニルヴァ）
- スティーヴン・キングのゴールデン・イヤーズ（リチャード・X・トッドハンター博士）
- 新・弁護士ペリー・メイスン『湖に消えた女』（ダグ・ヴィッカーズ〈ジョン・ベック〉）
- スパイ大作戦
  - 売国奴を粛清せよ（街頭写真屋、トラックを調べる看守）
  - 録音ワイヤーは何処だ（警備兵）
  - ストレート・フラッシュ（船の客、船員）
  - 蘇ったプリンセス（警備兵）
  - 自爆（警備兵）
  - 海の底で口を割れ!（劇団員）
  - 王家の血（前・後編）（ステファン王子）
  - 暗殺路線（警備兵）
  - 暗殺者には面がない（中尉、警備員）
  - 山師が公国を狙っている（警備兵）
  - ヤング・パワー（看守）
  - 狂気のルート（フレディ）
  - 市長室乗っ取り（ビリー）
  - 革命の黒幕（ホワン）
  - 死体は一切関知しない（警官）
  - 死の商人（警備兵）
  - 皆殺し波止場（マイク）
  - シンジケートから来た男（ウィック）
  - 国境を突破せよ!（船長）
  - 脱出請負業（シェル、ケイル）
  - 将軍の仮面をはがせ（マードック）
  - 暗殺計画ナイトフォール（マルストロム〈ディーン・ストックウェル〉）
- それぞれの旅立ち「ベンの言い分」（ロン〈デニス・ミラー〉）
- 探偵ハート&ハート シーズン3 #16（フレッド・ブルーネス）
- ダンディ2 華麗な冒険 #3（ライダー警部）、#17（ヴァイン）
- 地上最強の美女たち!チャーリーズ・エンジェル
  - シーズン1 #12（レッド・ルーミス）
  - シーズン2 #10（ドウェイン・ハンソン）、#17（フレッド・マイケルズ）
- 地上最強の美女バイオニック・ジェミー シーズン1 #6（ウォーレン・レイカー）
- 超音速攻撃ヘリ エアーウルフ
  - シーズン2 #10（ジャック・カーンズ）
  - シーズン3 #1（ジョン・ブラッドフォード・ホーン〈リチャード・リンチ〉）
- 超人ハルク（ジャック・マクギー）
- デスパレートな妻たち（グラハム）
- 電撃スパイ作戦 #30（フランク・エドワーズ〈マイケル・スタンディング〉）
- 動物先生の日記「ワニのいる沼」（ネルソン）
- 逃亡者
  - #4（労働者パコ〈アレハンドロ・レイ〉）
  - シーズン1 #29（JJ・ワトソン）
- 特捜刑事マイアミ・バイス（OPナレーション、マーティン・キャステロ主任〈エドワード・ジェームズ・オルモス〉）
- 特捜隊アダム12（ピート・マロイ）
- Dr.刑事クインシー（アスティン部長）
- 特別狙撃隊S.W.A.T.（デヴィッド・ディーコン・ケイ巡査部長〈ロッド・ペリー〉[179]）
- 特攻野郎Aチーム（フランシス・リンチ大佐〈ウィリアム・ラッキング〉）
  - シーズン2 #2（トーマス・アンダーソン）、#16（チャールズ・ドルー〈ボー・ホプキンス〉）、#18（サム・フレンドリー〈デニス・フランツ〉）
  - シーズン3 #15（ソニー・モンロー〈アレックス・ロッコ〉）
  - シーズン4 #9（ファレス）
- ナイトライダー
  - シーズン1 #3（ヒリー〈ドン・ストラウド〉）
  - シーズン2 #5（ロス・マンリー〈ニコラス・コスター〉）
  - シーズン3 #16（ジョーイ・ローム〈クリス・カーネル〉）
  - シーズン4 #18（ベラルダ大佐〈ミゲル・フェルナンデス〉）
  - シーズン4 #20（スキ・タニカ〈ジョージ・チャン〉）
- 謎の円盤UFO
  - 宇宙人捕虜第一号（マーク・ブラッドレイ、フィル・ウェイド）
  - わが友宇宙人（マーク・ブラッドレイ）
  - 円盤基地爆破作戦（宇宙ゴミ処理機航海士）
  - 惑星Xクローズアップ作戦（ジョン・マスターズ、NASA主任管制官）
  - ストレイカー暗殺指令（マーク・ブラッドレイ）
  - スカイダイバー危機一髪（ロス）
  - 湖底にひそむUFO（ベン・カレー、モービル1号）
  - 宇宙人フォスター大佐（ムーンベースの医者）
  - 超能力!! UFO探知人間（マーク・ブラッドレイ）
  - 宇宙人捕虜第二号（マーク・ブラッドレイ）
  - UFO月面破壊作戦（ドーソン）
  - 人間ロボット殺人計画（クレイグ・コリンズ〈ダーレン・ネスビット〉）
  - 人間爆弾（警官、クレム・メイソン）
  - 地球最後の時（レーダー係、スカイダイバー乗員）
  - ムーンベース衝突コース（監督、スカイダイバーの乗員）
  - UFO大編隊接近中（監督、船員）
  - 謎の発狂石（シャドー本部の放送、本部の隊員、バイクの警官）
  - ムーンベース応答なし（医者）
  - シャドーはこうして生まれた！（医者）
  - フォスター大佐死刑（ダイアナの代理人）
  - UFO時間凍結作戦（ターナー）
  - 宇宙人、地球逃亡（医者）
  - 眠れる美女の怪奇（ティム・レッドマン）
- ナルニア国物語（パドルグラム：泥足にがえもん）
- ひとすじの道　「英雄の決心」（ジョー〈ジョン・エリクソン〉）
- 秘密指令S #19
- フルハウス（ニック・カツォポリス）
- ブロンコ（ブロンコ・レイン〈タイ・ハーディン〉）
- プロテクター電光石火
  - 脱獄25万ドル（運転手、警官）
  - 地中海の嵐（マルコス）
- 名探偵ポワロ 葬儀を終えて（ティモシー）※NHK版
- ラバーン&シャーリー（ヘクター）
- ルーツ2（アール・クラウザー〈ポール・コスロ〉）
- ロンサム・ダブ（ウィーヴァー大尉）

#### アニメ
- アクアキッズ（ビル博士）
- アラビアンナイト（ジグザグ）
- オリビアちゃんの大冒険（バジル）
- ガミー・ベアの冒険（ソーンベリー[180]）
- キャッツ&カンパニー（ヒースクリフ）
- クマゴローの宇宙猛レース（ナレーション）
- フランケン・ロボ（ハインシュタイン博士[181]）
- スター・ウォーズ ドロイドの大冒険（ビサド・クーン総督）※VHS版
- チップとデールの大作戦（シュノワーズ、マルチーズ）
- DCアニメイテッド・ユニバース（ジョーカー）
  - バットマン
  - バットマン/マスク・オブ・ファンタズム
  - バットマン・ザ・フューチャー 甦ったジョーカー
  - スーパーマン
  - ジャスティス・リーグ
- ダックテイル（ダン、フィラー）
  - ダックテイル・ザ・ムービー/失われた魔法のランプ（ランプの精）
- ティンカー・ベルと月の石（大きいトロール）
- トムとジェリーキッズ（ナレーター、アーニー 他）
- ビーバー・パパのお話（オンドリ）
- 美女と野獣 ベルの素敵なプレゼント（アックス）
- 101匹わんちゃんII パッチのはじめての冒険（ジャスパー）
- ピンクパンサー（クルーゾー警部）
- ポカホンタスII/イングランドへの旅立ち（ジェームス1世）
- ライオン・キング3 ハクナ・マタタ（マックスおじさん、ねぼすけ）
- ロボッツ（ガスケット奥様）

#### 人形劇
- 海底大戦争 スティングレイ（ジョン・フィッシャー少尉〈「沈没船の怪人」以降〉）
  - スティングレイ対海底魔王（レーダー・ステーション）
  - 謎の新兵器（輸送船乗員）
  - 地獄から来た男（電力ステーション、レーダー・ステーション）
  - ソロン王国の陰謀（司令官と飲む男）
  - ウラナリ大王の挑戦（27号機操縦士、救助隊）
- きかんしゃトーマス（トップハム・ハット卿〈2代目〉）※フジテレビ版
- キャプテン・スカーレット
  - キャプテン・スカーレット誕生!（ブラウン大尉）
  - 無人機をストップ!（ブラウン大尉）
  - 大爆発!（チャーリー・ハンセン）
  - ヨーロッパ作戦（カーニー教授）
- サンダーバード
  - 死の谷（J.B.レスター）
  - 秘密作戦命令（J.B.レスター）
  - 恐怖の空中ファッションショー（メイソン）
- スーパーカー 謎の原爆 ※フジテレビ版
- フラグルロック
- ロンドン指令X 超音波ライフル銃（マーク・スレイター）

#### その他
- ビジョナリアム（H.G.ウェルズ〈ジェレミー・アイアンズ〉）
- 監督ロバート・アルトマンのすべて（ロバート・アルトマン）

### ボイスオーバー
- ウィークエンドスペシャル「五大陸横断 20世紀列車がゆく オリエント幻想の果てに〜ヨーロッパ オリエント急行の旅〜」（NHK、1997年）
- なるほど!ザ・ワールド
- ハイビジョン特集（NHK BSプレミアム）
- 美の巨人たち
- 日立 世界・ふしぎ発見!

### 特撮
1966年
- ウルトラマン（ザラブ星人の声）※スーツアクターも兼任

1976年
- 円盤戦争バンキッド（ゼットルス大尉の声）

1988年
- ウルトラ怪獣大百科（ナレーション）

1997年
- ウルトラマンダイナ（怪宇宙人ヒマラの声）

2005年
- 魔法戦隊マジレンジャー（冥獣人四天王コボルト・ブルラテスの声）

2006年
- ウルトラマンメビウス&ウルトラ兄弟（凶悪宇宙人ザラブ星人の声）

2008年
- ウルトラギャラクシー大怪獣バトル NEVER ENDING ODYSSEY（凶悪宇宙人ザラブ星人 (NRB) / にせウルトラマンの声）

2009年
- 大怪獣バトル ウルトラ銀河伝説 THE MOVIE（凶悪宇宙人ザラブ星人 (NRB) / にせウルトラマンの声）

### ラジオ
- Dr.ドブソンのファミリーコラム（ドブソン博士）
- 秘密の天地無用!（柾木勝仁、柾木信幸）
- ラジオドラマ・エメラルドドラゴン（白龍）
- 京極夏彦原作 ラジオドラマ 百器徒然袋・雨（2006年、布施山人）

### テレビドラマ
- いつか好きだと言って
- 大河ドラマ
  - 徳川慶喜（レオン・ロッシュの吹き替え）
  - 元禄繚乱 - 佐藤直方 役
  - 北条時宗 - 二階堂行綱 役
- 男と女のミステリー 「三姉妹は電話がお好き!」
- 雑居時代 第8話「親父だけが知っている」（1973年、日本テレビ・ユニオン映画） - 小学校教師 役
- 特別機動捜査隊 - 第287話 「夕陽の町」管理人 役
- 姿三四郎 第19話（1970年）
- のんのんばあとオレ（小豆はかりの声）
- 世にも奇妙な物語 20周年スペシャル・春 〜人気番組競演編〜「まる子と会える町」（さくら友蔵の声）

### 映画
- 女教師仕置人 地獄の女神（予告編ナレーション）

### テレビ番組

#### 顔出し
- このまちだいすき（シゴック先生（第1シリーズ - 第4シリーズ、1992年4月 - 1998年3月）、セッカチーフ教授〈第5シリーズ、1998年4月 - 1999年3月〉）
- 爆笑そっくりものまね紅白歌合戦スペシャル（2005年、フジテレビ）（カール北川のさくら友蔵のものまねのご本人登場）
- 大胆MAPスペシャル!!（2007年9月22日、テレビ朝日）（ちびまる子ちゃんのさくら友蔵役として紹介された）

#### 声の出演
- アニマルプラネット・ルードの昆虫記（ルード・クレインペースト）
- ETV50もう一度見たい教育テレビ 初めて出会うテレビ 2009 NHK（アカイさんの声）
- 映像の世紀（ウィンストン・チャーチル、パウロ6世 他）
- NHKスペシャル ドキュメント太平洋戦争（東条英機）
- NHK BS-hi ハイビジョン特集 アルプス・スイス 憧れの名峰をめぐる（2008年6月11日、山岳ガイド ウェリ・ゾンマー）
- NHKハイビジョン特集「鬼太郎 幸せ探しの旅〜100年後の遠野物語〜」（目玉おやじの声、NHK衛星第2テレビジョン）
- 海外ドキュメンタリー
  - アウシュビッツの記録（ナレーション）
  - ノルマンディ上陸作戦（ナレーション）
- 古城のまなざし（ナレーション）
- サラリーマンNEO（「サラリーマン童話」のナレーション）
- 週刊こどもニュース（声の出演）
- 小さな旅（手紙朗読）
- 地球ドラマチック
- 筑紫哲也 NEWS23 〜ウルトラマンが見た日本 ヒーローはどこに〜（ナレーション）
- 筑紫哲也 NEWS23 〜C・イーストウッドが語る硫黄島〜 （クリント・イーストウッドのボイスオーバー、2006年12月4日）
- とんねるずのみなさんのおかげです（保毛太郎侍のナレーション）
- 日経スペシャル ガイアの夜明け（番組内の再現ドラマにおける声の吹き替え・クレジットでは青二プロ表記）
- 報道ステーション（ナレーション）
- 報道特集 「汝の敵、日本を知れ」日本語版 TBS
- 松本見聞録（ナレーション）

### 人形劇
- こどもにんぎょう劇場
  - 「とらねことおしょうさん」（和尚）
  - 「てんぐのかくれみの」（天狗）

### CM

#### 顔出し
- フレッツ光
- 森永プチ・モンブラン
- 養命酒

#### 声の出演
- アイキュー パニック・ダーナ 〜女神誕生〜
- あにまるぶりーだー/でぃのぶりーだーCM
- アニマックス・ちびまる子ちゃんCM（さくら友蔵）
- 石のカンノ 福島ローカルCM（ナレーション）
- オロナイン（さくら友蔵）
- 恐怖新聞
- コカコーラ
- 昆虫博士・釣り先生・GO!GO!ヒッチハイク
- CR宇宙戦艦ヤマト2（ナレーション）
- ザ・グレイトバトル外伝2 祭りだワッショイ
- スーパーメトロイド（研究員の声）
- 地デジ化CM（ナレーション、研究員）
- 天外魔境ZERO
- 天外魔境 第四の黙示録
- 東京電力でんこちゃんCM（博士の声）
- マキシム「ニューマキシム」（ナレーション）
- 松下電器「ナショナル・パナソニックのお店」（ナレーション）
- マルちゃん塩ラーメン（さくら友蔵）
- 森永ココア（さくら友蔵）
- 浜名湖花博（ナレーション）
- 第四リース（ヤドカリの声、1991年 - 2015年）
- ロックマンロックマンPV（Dr.ワイリー）

### その他コンテンツ
- サクラ大戦歌謡ショウ 帝国歌劇団・花組 ファイナル公演「新・愛ゆえに」（賢人機関幹部の声）
- 仙台城青葉城資料館、仙台城復元CGシアター（片倉小十郎）
- 東京ディズニーランド
  - ウエスタンリバー鉄道（ナレーション〈2代目[注 4]〉）
  - スター・ツアーズ（G2-9T）
  - ビジョナリアム（H・G・ウェルズ）
- ナムコ・ナンジャタウン もののけ番外地内もののけ探検隊 火炎般若の声（ナレーション）
- 横浜博覧会・アジア太平洋博覧会 日立ハイビジョンシアター「タイムジャンプ!」ジャンケンゲーム（始皇帝）

## 後任
青野の療養に伴う降板および死後、持ち役を引き継いだ人物は以下の通り。
ただし、声優を総入れ替えした作品については趣旨から外れるため、対象外とする。
| 後任       | 役名                         | 概要作品                          | 後任の初担当作品                                                |
| ---------- | ---------------------------- | --------------------------------- | --------------------------------------------------------------- |
| 島田敏     | おじいちゃん〈さくら友蔵〉   | 『ちびまる子ちゃん』              | 第2期第769話                                                    |
| 島田敏     | ロディル                     | 『テイルズ オブ シンフォニア』    | 『テイルズ オブ シンフォニア THE ANIMATION テセアラ編』第3話    |
| 島田敏     | 平賀源外                     | 『銀魂』                          | 『銀魂'』第224話                                                |
| 島田敏     | トーマス・ベケット           | 『山猫は眠らない』テレビ東京版    | クアドリロジーDVDセット追加録音部分                             |
| 島田敏     | オールド・オスマン           | 『ゼロの使い魔』                  | 『ゼロの使い魔F』                                               |
| 島田敏     | ジンメン                     | 『デビルマン 妖鳥死麗濡編』       | 『スーパーロボット大戦DD』                                      |
| 島田敏     | 神様                         | 「ドラゴンボールシリーズ」        | 『ドラゴンボール改』第66話                                      |
| 島田敏     | ピッコロ大魔王               | 「ドラゴンボールシリーズ」        | 『ドラゴンボールZ 超究極武闘伝』                                |
| 島田敏     | シェン                       | 「ドラゴンボールシリーズ」        | 『ドラゴンボールZ カカロット』                                  |
| 飛田展男   | ムラサキ曹長                 | 「ドラゴンボールシリーズ」        | 『ドラゴンボールヒーローズ』                                    |
| 浦山迅     | アーガス・フィルチ           | 「ハリー・ポッターシリーズ」      | 『ハリー・ポッターと死の秘宝 PART2』                            |
| 浦山迅     | ブレイン・クーパー           | 『プレデター』テレビ朝日版        | 完声版追加録音部分                                              |
| 掛川裕彦   | ジュラキュール・ミホーク     | 『ONE PIECE』                     | 第462話                                                         |
| 掛川裕彦   | ハルトマン                   | 『テイルズ オブ イノセンス』      | 『テイルズ オブ イノセンスR』                                   |
| 園部啓一   | アカイさん                   | BSアーカイブス関連番組            | 『プレミアムカフェ』                                            |
| 堀内賢雄   | ドーナツマン                 | 『それいけ!アンパンマン』         | 第1097話                                                        |
| 松山鷹志   | トンガラシ                   | 『それいけ!アンパンマン』         | 第1231話                                                        |
| 岩崎ひろし | アッシュ・モーガン           | 『華麗なるペテン師たち』          | シリーズ4                                                       |
| 藤原啓治   | 斌偉信                       | 『鬼哭街』                        | 全年齢対象版                                                    |
| 銀河万丈   | ルオゾール・ゾラン・ロイエル | 「魔装機神シリーズ」              | 『スーパーロボット大戦OGサーガ 魔装機神 THE LORD OF ELEMENTAL』 |
| 大塚周夫   | ゲン・フー                   | 「デッド オア アライブ シリーズ」 | 『DEAD OR ALIVE Dimensions』                                    |
| 牛山茂     | タズナ                       | 『NARUTO -ナルト-』               | 『NARUTO -ナルト- 疾風伝』                                      |
| 龍田直樹   | アルバート・ラッセル         | 「英雄伝説シリーズ」              | 『英雄伝説 空の軌跡 THE ANIMATION』                             |
| 大木民夫   | 雨柳堂主人                   | 『雨柳堂夢咄』                    | モーションコミック版                                            |
| 辻親八     | ヘルルーガ・イズベルガ       | 『スーパーロボット大戦GC』        | 『スーパーロボット大戦OG ムーン・デュエラーズ』                 |
| 魚建       | 柾木勝仁                     | 『天地無用!』                     | 『天地無用！ 魎皇鬼』                                           |
| 小西克幸   | 柾木信幸                     | 『天地無用!』                     | 『天地無用！ 魎皇鬼』                                           |
| 側見民雄   | ニック・カツォポリス         | 『フルハウス』                    | 『フラーハウス』                                                |
| 後藤哲夫   | 小豆蠟斎                     | 『バジリスク 〜甲賀忍法帖〜』     | パチスロ版                                                      |
| 伊藤健太郎 | 警官                         | 『ガントレット』                  | WOWOW吹替補完版追加録音部分                                     |
| 多田野曜平 | ハリー・ライム               | 『ホーム・アローン2』フジテレビ版 | WOWOW吹替補完版追加録音部分                                     |
| 多田野曜平 | マーティン・ラマンスキー     | 『ゴリラ』テレビ朝日版            | WOWOW吹替補完版追加録音部分                                     |
| 多田野曜平 | ホリー                       | 『宇宙船レッド・ドワーフ号』      | 第12シリーズ                                                    |
| 多田野曜平 | フォン・ハッペン少佐         | 『荒鷲の要塞』日本テレビ新版      | ムービープラス吹替追録版                                        |
| 多田野曜平 | 幸村俊夫                     | 『CLANNAD』                       | 『かぎなど』                                                    |
| 菅原淳一   | ブリブリ族の長老（老ブタ）   | 『クレヨンしんちゃん』            | 第894話Bパート                                                  |
| 間宮康弘   | メケメケZ                    | 『クレヨンしんちゃん』            | 第1231話Cパート                                                 |
| 中博史     | 麻倉葉明                     | 『シャーマンキング』              | 『SHAMAN KING』（テレビアニメ第2作）                            |

### シリーズ一覧
1. ↑  第1期（2005年）、第2期『REBIRTH』（2006年）
2. ↑  『3』（2000年）、『エクストリーム』（2002年）、『4』（2004年）